# 神戸ポートアイランド博覧会
神戸ポートアイランド博覧会（こうべポートアイランドはくらんかい、英語: Kobe Port Island Exposition）は、神戸港に造られた人工島ポートアイランドを会場として、1981年（昭和56年）3月20日から9月15日まで開催された地方博覧会。愛称は「ポートピア'81（ポートピアはちじゅういち）」（英語: PORTOPIA '81）。

## 概要
1970年の日本万国博覧会（大阪万博）の計画準備時に、神戸市は東部埋立地第4工区への第2会場誘致を図ったものの実現せず、万博終了後にポートアイランド計画と西神ニュータウン計画を背景に「理想都市の建設」をテーマとしたイベントの計画を進め、博覧会開催を1974年から検討した。当初は国際博覧会としての開催の可能性も含め検討されたが、特別博覧会について同一国の開催は5年以上の間隔を置く規定があり、当初の開催予定を1978年としていたため、沖縄国際海洋博覧会から5年未満であることと、跡地利用の制約や恒久施設化について問題が生じる可能性があるとして見送られた。
その後、ポートアイランドの完成を機に、地方博覧会としてポートアイランドのまちびらきに合わせて開催。「海の文化都市」の創造に向け、海と文化や海と都市の関係を作り出すことを理念とした。会期中は1,610万人の入場者があり、純益60億円を記録した。この博覧会の成功は、1980年代後半の「地方博覧会ブーム」の火付け役となり、神戸市は都市経営のモデルとして「株式会社神戸市」と称されるきっかけとなる。また、まちびらきに合わせて地方博覧会を開催するという手法は、1989年に横浜みなとみらい21地区で開催された横浜博覧会（YES'89） でも踏襲された。
- メインテーマ：新しい“海の文化都市”の創造（Creation of a New "Cultural City on the Sea"）
- サブテーマ：「魅力ある未来都市」「21世紀の港とくらし」「広場としての太平洋」「手をつなごう世界のふるさと」
- 会場：神戸市中央区港島中町及び港島 ポートアイランド（総面積約80万平方メートル、展示面積約42.5万平方メートル）
  - 東会場（主会場）：港島7丁目全域・6丁目東側付近
  - 西会場：港島中町6丁目西側付近
  - 南会場：港島中町8丁目 ポートアイランド南公園予定地
  - 東駐車場：港島6丁目南東部付近
  - 西駐車場：港島中町5丁目付近
- 開催期間：1981年（昭和56年）3月20日（金）〜9月15日（火・祝）
- 入場者：16,102,752人
- 主催：財団法人神戸ポートアイランド博覧会協会
- 後援：総理府、法務省、外務省、文部省、厚生省、農林水産省、通商産業省、運輸省、郵政省、労働省、建設省、自治省、行政管理庁、経済企画庁、科学技術庁、環境庁、国土庁、日本国有鉄道、日本専売公社、日本電信電話公社、日本住宅公団、日本道路公団、本州四国連絡橋公団、阪神外貿埠頭公団、阪神高速道路公団、国際電信電話、日本貿易振興会、国際観光振興会、生活映像情報システム開発協会、新技術開発事業団、全国知事会、全国市長会、全国町村会、全国都道府県議会議長会、全国市議会議長会、全国町村議会議長会、近畿ブロック知事会、近畿市長会、兵庫県市長会、兵庫県町村会、兵庫県市議会議長会、兵庫県町村議会議長会、経済団体連合会、日本商工会議所、経済同友会、日本青年会議所、関西経済連合会、近畿商工会議所連合会、大阪商工会議所、京都商工会議所、日本放送協会、日本交通公社、日本旅行、近畿日本ツーリスト、阪急交通社、名鉄観光サービス、東急観光、朝日旅行会、全国農協観光協会、日本交通観光社
- シンボルマーク：創造の世界を表す光・進歩と発展を表す波を抽象的に捉え構成。白地にマリンブルーの配色で6本の光が放射状に伸びる形とし、6本それぞれの先端に波模様をかたどった。
- マスコットマーク：人魚を擬人化した男女ペアのキャラクター。
- テーマ曲：ゴダイゴ「ポートピア」（作詞：百田直裕 補作詞：奈良橋陽子、伊藤アキラ 作曲：タケカワユキヒデ）
- 役員
  - 名誉総裁：鈴木善幸（内閣総理大臣）
  - テーマ委員会座長：須田勇（神戸大学学長）
  - テーマ委員：朝比奈隆（大阪音楽大学教授・大阪フィルハーモニー交響楽団指揮者）、石野信一（太陽神戸銀行頭取）、上田篤（大阪大学工学部教授）、梅棹忠夫（国立民族学博物館館長）、尾上久雄（京都大学経済研究所教授）、川添登（建築評論家）、小林公平（宝塚歌劇団理事長）、小松左京（作家）、妹尾美智子（神戸市婦人団体協議会専務理事）、陳舜臣（作家）、服部正（神戸市民芸術文化推進会議常任委員・大阪社会事業短期大学教授）、米山俊直（京都大学教養学部助教授）
  - 総合プロデューサー：小林公平
  - 名誉会長：坂井時忠（兵庫県知事）、外島健吉（神戸商工会議所会頭）、光田顕司（神戸新聞社社長）
  - 会長：宮崎辰雄（神戸市長）

### 会場
会場は神戸新交通ポートアイランド線（ポートライナー）市民広場駅周辺から南公園駅、中埠頭駅にかけてであり、跡地はほぼ神戸コンベンションコンプレックスおよび住宅地として利用されている。海のすぐ前に建てられて、世界最大であった観覧車がある神戸ポートピアランドは、この博覧会当時からの遊戯施設域であった。
また、会場では中国から借り受けたジャイアントパンダ2頭が公開されて人気を集めた。神戸市出展のパビリオン「神戸館」及び太陽神戸銀行（現・三井住友銀行）出展の「神戸プラネタリウムシアター」が神戸市立青少年科学館として、印象的なコーヒーカップの形であった「UCCコーヒー館」もUCCコーヒー博物館として改装され、現在もポートライナー南公園駅前に建っている。それらは、神戸コンベンションコンプレックスとともに、当時を偲ばせる数少ない施設である。

### テーマソング・CM
「ポートピア'81」のキャンペーンソングとして、ゴダイゴが歌う「ポートピア」が1980年5月1日、日本コロムビアからリリースされ、その年末、ゴダイゴは2年連続でNHK紅白歌合戦に出場を果たした。またゴダイゴは博覧会の開催PRを行うテレビCMにも出演した。
この他、1979年8月には大地真央が歌う「ポートピア'81がやってくる/ポートピア'81音頭」がビクターからリリースされ、1980年5月には鎌田英一・高橋キヨ子が歌う「神戸博音頭」、1981年3月には愛唱歌として神戸放送児童合唱団・奈々瀬ひとみ「光る海の城」/神戸放送児童合唱団「ザザザーン・ポートピア」、またポートピアランドのイメージソングとして平尾昌晃・秋篠美帆「恋人たちの港」/フォーバイオレッツ「愛のポートピアランド」がレコード化されている。
また松任谷由実が1981年に発表したアルバム『昨晩お会いしましょう』の1曲目「タワーサイドメモリー」の歌詞にも、ポートピアを歌った部分がある。
NHK「みんなのうた」では1981年4月-5月に放送された「きみはビーナス」（歌：関森れい、J．J．カンパニー）のロケ地にポートピアが使用された。
夏休み直前には国鉄（当時）が当博覧会PRのテレビCMを放映、寅さんシリーズのタコ社長役でお馴染みの太宰久雄が出演し、太宰扮する理髪師と利用客の小学生の少年とのやりとり（太宰「今年の夏休み、どこ行くの?」少年「ポのつくところ!」太宰「えっ、ポーランド!?」）が人気を集めた。
矢野顕子が「春咲小紅」でザ・ベストテンに出演した際に、司会の黒柳徹子が、「春先に神戸に見に来てね」と、ポートピアとかけていることに触れていた。

## 沿革
- 1974年12月 - 神戸市長（当時）の宮崎辰雄が、国際博覧会開催を含めた理想都市の建設をテーマとしたイベント検討を指示。その後神戸新聞社が博覧会開催を申し入れる[1]。
- 1975年 - 神戸商工会議所が博覧会開催への関心を示す[1]。
- 1976年 - 神戸経済同友会がポートアイランドの利用案としてメッセと博覧会開催を提言[1]。
- 1978年
  - 2月 - 神戸市が新年度予算に博覧会調査費1000万円を計上し博覧会検討を本格化させる[1][2]。
  - 4月1日 - 神戸市が経済局に博覧会開催準備プロジェクトチームを設置[1][2]。
  - 4月15日 - 神戸市佐野雄一郎助役を本部長、企画・経済・港湾・開発各局長を本部員とする関係部局を集めた開催準備本部を開設[1][2]。
  - 4月25日 - 神戸市・兵庫県・神戸商工会議所・神戸新聞社の提唱4団体による博覧会開催準備委員会を結成、第一回会合開催[2]。
  - 5月19日 - 博覧会開催準備委員会の幹事会第一回会合開催[2]。
  - 6月6日 - 博覧会開催時期を1981年春として合意に達する[2]。
  - 8月8日 - 提唱4団体が1981年春のポートアイランドでの博覧会開催を正式発表。当初は会期2ヶ月余りの計画とした[2]。
  - 8月16日 - 第一回テーマ委員会開催、メインテーマ決定[2]。
  - 9月1日 - 神戸市が博覧会への市民提言を募集開始[2]。
  - 9月8日 - 第2回テーマ委員会にてサブテーマと基本理念を決定[2]。
  - 9月20日 - ポートアイランドでの博覧会計画の正式名称を「神戸ポートアイランド博覧会」に決定[2]。
  - 12月19日 - 博覧会愛称を「ポートピア'81」に決定[2]。
  - 12月13日 - 基本構想発表[2]。
- 1979年
  - 1月11日 - 出展勧誘を開始[2]。
  - 1月23日 - 神戸ポートアイランド博覧会協会設立、シンボルマーク決定[2]。
  - 3月1日 - さんちかタウンに残り日数を表示するデジタルカウンターを設置。その後そごう神戸店、阪急百貨店本店・河原町店、神戸国際会館屋上にもカウンターを設置。
  - 3月20日 - 会期を3月20日 - 9月15日への拡大を決定、入場者予測450万人とする[2]。
  - 4月19日 - マスコットマーク決定[2]。
  - 5月10日 - 博覧会協会を財団法人に改組、第一次財政計画を決定し約74億円規模とする[2]。
  - 5月16日～8月14日 - テーマソング歌詞を募集、新井満・荒巻保子・ゴダイゴ・小林公平が審査。
  - 5月24日 - 神戸市議会がポートアイランド博覧会に関する実行委員会を設置、その後一般規則や特別規則・基準を決定[2]。
  - 6月1日 - 出展館申し込み開始[2]。
  - 6月4日 - 出展館申し込み第1号として川崎製鉄グループが申し込む[2]。
  - 7月7日 - 第2回理事会にて略称を「神戸博」に決定[2]。
  - 7月30日 - 博覧会基本計画決定[2]。
  - 10月8日 - 入場料金・開場時間・展示館敷地割り・第二次財政計画(156億円)を決定[2]。
  - 11月3日 - 神戸市中央体育館にてテーマソング「ポートピア」を発表[2]。
  - 12月4日 - 外国出展第一号としてアラブ首長国連邦が申し込む[2]。
  - 12月8日 - レジャーランド施設の運営者を阪急電鉄に決定[2]。
- 1980年
  - 1月23日 - レジャーランド「神戸ポートピアランド」・市民広場を着工[2]。
  - 3月13日 - 天津市からジャイアントパンダの出展が決定[2]。
  - 3月15日 - 総合起工式実施[2]。
  - 3月19日-7月31日 - 第一次前売り券販売[2]。
  - 3月28日 - 神戸プラネタリウムシアター着工[2]。
  - 4月1日 - 博覧会記念近畿宝くじを第1回発売、その後記念宝くじを近畿ブロックで3回・全国で1回発売[2]。
  - 5月2日 - 催物計画発表[2]。
  - 7月1日 - 敷地を各出展者に引き渡し、各館相次いで起工式を実施[2]。
  - 7月14日 - 外国館総合起工式実施[2]。
  - 7月15日 - ポートピアサーカス構想発表[2]。
  - 8月4日 - 海外展示物搬入開始[2]。
  - 10月31日 - 鈴木善幸首相が博覧会名誉総裁に就任[2]。
  - 11月1日-1981年1月31日 - 第二次前売り券販売[2]。
- 1981年
  - 1月12日 - 外国館建物引き渡し[2]。
  - 2月4日 - ポートアイランド内公的施設合同竣工式開催[2]。
  - 2月14日 - 上野駅から神戸駅間で臨時急行列車「カルチャー・トレイン ポートピア'81」を運行、車内で「生きあう」をテーマとした文化講座を開催。
  - 2月20日 - 銀河鉄道車両搬入[2]。
  - 3月5日-12日 - 展示館プレスプレビュー開催[2]。
  - 3月10日 - ジャイアントパンダ搬入[2]。
  - 3月11日 - 神戸ポートピアランド竣工[2][2]。
  - 3月19日 - 開会式開催。開会前日に皇太子・皇太子妃と2500名の招待客が出席し国際広場にて実施。
  - 総指揮は宮崎辰雄協会会長・小林公平総合プロデューサー、構成演出は内海重典、演出は酒井澄夫、司会は宮岡寿雄協会事務局長。オーケストラ神戸フィルハーモニックと朝比奈千足指揮、吹奏楽団に兵庫県警察音楽隊・神戸市消防音楽隊・阪急少年音楽隊・指揮朝比奈隆、エレクトーン齋藤英美、筑前琵琶柴田旭堂、独唱五十嵐喜芳・上原まり（宝塚歌劇団）、合唱兵庫県合唱連盟85名・宝塚歌劇団44名、パレード須磨ノ浦女子高校ビューグルコーズ、フォークダンスカネディアンアカデミー生徒・港島小学校29名、音頭神戸市婦人団体協議会が出演。
  - 皇太子・皇太子妃が臨席し開式の辞と国歌演奏・国旗掲揚、参加国・国内展示館旗の入場、博覧会旗の入場掲揚、協会会長挨拶、瓦力内閣官房副長官代読による総理大臣からの祝辞、兵庫県知事歓迎挨拶、皇太子の言葉の後ポートアイランド土入れ式の日に生まれた男女中学生2名が祝典花火スイッチを押し、200発の昼花火と神戸港全船舶の汽笛や消防艇の放水、南公園での風船1万個打ち上げと松蔭女子高校600名による「ポートピア'81」の人文字展開を行い、その後アトラクション「神戸の歴史と未来を歌う」「世界の子どもたち」「神戸博音頭」「北から南から今日は」を行った。
  - 式典終了後正午から式典招待者による招待営業を行い、午後1時からは式典招待のできなかった来賓者やポートアイランド住民約2万人を入場させた。
  - 3月20日 - 一般観覧開始。中央ゲートにて神戸市消防音楽隊のファンファーレの後兵庫県知事・神戸商工会議所会頭・神戸新聞社社長・兵庫県議会議長・神戸市議会議長・宮崎神戸市長によるテープカットを実施。
  - 3月27日 - ポートピアランドにてダブルループコースターが故障。
  - 3月30日 - 入場者100万人達成。閉場時刻を1時間延長。
  - 5月1日 - 夜間開場開始。
  - 5月23日 - ポートライナー三宮駅で1編成の案内輪が脱線しパンタグラフのずれによるショート停電し全線で5時間運転見合わせ[3]。
  - 5月24日 - 入場者500万人達成。天皇・皇后が来訪[4]。
  - 6月4日 - ポートピアサーカスにて象が病死。
  - 6月10日 - 自家用車駐車場の予約制を廃止、夜間割引を導入。
  - 7月17日 - ポートライナーの運行ダイヤを改正、夜間増発を開始。
  - 7月29日 - ジャイアントパンダ観覧時間を19時まで延長。
  - 8月3日 - 入場者1000万人達成。
  - 8月8日 - ポートライナーが故障し5時間運転見合わせ。
  - 8月22日 - 台風22号により軽微な損傷が発生。
  - 9月5日 - 夜間入場者数が期間中最高の104,826人を記録。
  - 9月6日 - 入場者数が期間中最高の268,138人を記録。
  - 9月8日 - 入場者数1500万人達成。
  - 9月15日 - 最終日、入場者数1600万人達成。招待客2000名を迎え閉会式を実施。
  - 閉会式は構成演出内海重典、演出阿古健、司会は浜村淳、伊勢弘子。吹奏楽団に兵庫県警察音楽隊・神戸市消防音楽隊・阪急少年音楽隊、エレクトーン齋藤英美、パレード須磨ノ浦女子高校ビューグルコーズ、合唱宝塚歌劇団38名が出演。
  - 18時より花火打上げとファンファーレ、フラッグパレード、参加国・展示館旗入場、協会会長挨拶、兵庫県知事の感謝の言葉、ミスインターナショナル・ポートピアガールズ・日本航空スチュワーデス2名からのレイ贈呈、アトラクションとしてポートピア'81の思い出「千年万年」「栄光のポートピア'81」の後、祝の舞、閉会宣言・博覧会旗降納、蛍の光、アトラクション「TATTOO」の後大エンディングを行った。
  - 10月 - ポートピアランド営業再開。
  - 10月15日 - 営業施設撤去終了。
  - 11月15日 - 展示館撤去終了。
  - 12月末 - 博覧会施設撤去工事終了。
- 1982年
  - 3月
    - ポートアイランド南公園開業。
    - 収支決算を確定。収入337億3900万円・支出272億3900万円で約65億円の黒字とし、兵庫県に19億5千万円・神戸市に45億5千万円を寄付。

  - 3月27日 - 博覧会協会解散を兵庫県知事に申請。
  - 3月31日 - 博覧会協会解散。

## 施設・パビリオン

### パビリオン
東会場

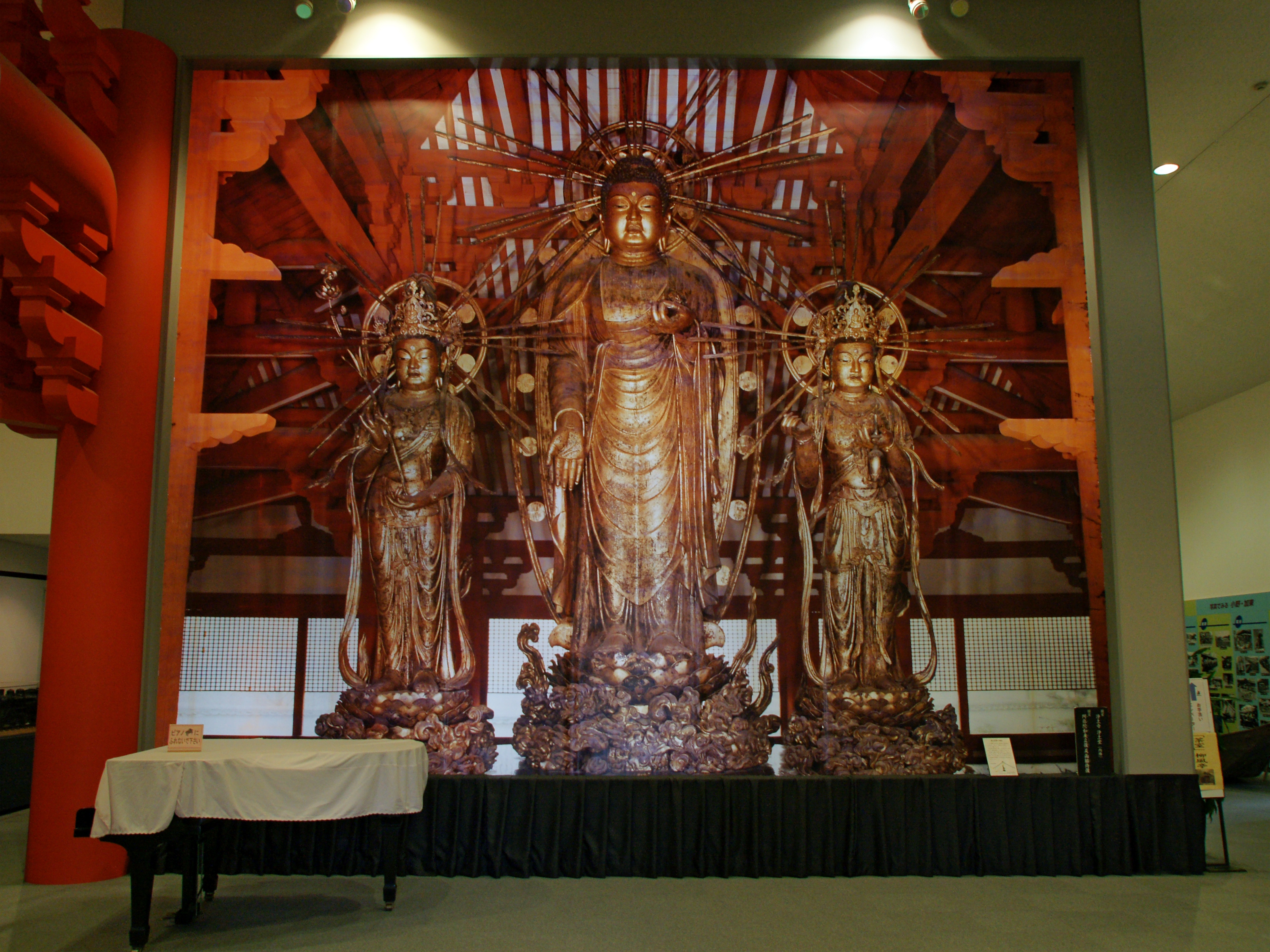
兵庫縣館に展示されていた浄土寺阿弥陀三尊像のスライド（高さ5m60cm、幅7m1cm）実物。（小野市立好古館所蔵）

- テーマ館（神戸ポートアイランド博覧会協会）[5]
  - 展示部分 - 彫刻・版画・織物やビデオアート等現代芸術を用い館全体を一つの造形空間として演出する。
    - 海との出会い - 海と人間の関わりを映像で表現し様々な表情の海をダイナミックに展開する。
    - 海の道 - 日本文化の起源から飛鳥・奈良時代までを造形物と文化財で展開する。
    - 内と外 - 日本文化の原動力を担った人物を紹介し、聖徳太子の声の再現や文化交流の礎を築いた平清盛にスポットを当てるとともに南蛮・紅毛文化の文化財も展示する。
    - 潮 - 鎖国から開港へかけての外来文化の流入を版画や池面のビデオオブジェで表現する。
    - 波動 - 神戸の産業が生み出した廃品素材を材料に再構築したオブジェ「ロブスターP-81」を展示、文明開化時の印刷文化を再現する印刷工房にて当時の活版印刷機を用い錦絵新聞「港都理想郷新聞」の印刷実演を実施。
    - 海と人間 - 海を舞台に現代を生きる人間群像を紹介。神戸の文化・芸術・生活風俗を表現した「Kの塔」や国内外芸術家などに港や神戸について問いかけ返送された手紙193通をもとにしたメールアート「神戸への手紙」を展示。
    - 光と波 - 未来の海と人との関わりを考えさせるビデオオブジェ「光と海」を展示。

  - ハイ・オービス劇場 - 高度双方向光映像情報システム「ハイ・オービス(Hi-OVIS)」を用いた実験映像展示。関西テレビが映像制作・松下電器が技術協力。舞台に26インチブラウン管を縦横8個ずつ64個並べたマルチ画面と左右に300インチ投射型テレビ、観客席にテレビカメラ・マイク・キーボードを備えた4人定員のブース端末を64個備え双方向映像プログラム「2001年の愛」を展開、ポートピア開会日に誕生した女児「愛」を主人公に2001年の成人式を迎えるまでを「食べる」「遊ぶ」「学ぶ」から観客の多数決で選ばれたいずれか1つテーマに沿った各3問の設問に対する来場者の選択に応じて結末を変え観客全体の未来や個人の未来を占う趣向とし4月まで1日10回・5月以降15回上演、また三宮さんちかタウン内のサテライトスタジオ「ハイ・オービス劇場三宮スタジオ」と光ファイバーで繋いでの双方向対話も行われた。
- 兵庫縣館（兵庫県）[5]
  - 兵庫 その自然と人間の歴史
  - テーマ展示 - 洪積世の地層から発見された明石原人やナウマンゾウの模型や原人腰骨レプリカ、兵庫県の衛星写真とノジギク群生地などの写真を描いた壁面を展開。
  - 兵庫歴史博物館 - 夕日の淡路島の写真と国産みの神話の影絵をプロローグに、銅鐸・埴輪などの出土品、快慶作の阿弥陀像7m実物大写真、鶴林寺太子堂の模型や、源平合戦屏風・馬上楠木正成像・姫路城模型・赤穂義士像・高田屋嘉兵衛北前船模型などの中世から近世の歩み、造船・酒造・マッチ工業などの近代産業紹介、兵庫県の未来を展望する緑の回廊計画の大地図を展開。
  - ビデオライブラリー（ひょうご再発見） - 兵庫県の自然・歴史・伝統文化・習俗など県内高校生の制作した映像を中心に121種類363本のビデオカセットから好みの映像を20インチブラウン管で鑑賞し、カセット自動送り出しの機構はガラス張りで公開された。
  - ひょうごナウ（市町の日） - 現代の兵庫県を様々な角度から紹介。常設展示では観光地図・特産紹介・町並み紹介、入れ替え展示として「私の宝物」「市町の日」コーナーを配し市町の日では県内20市70町を23グループに分け週替りでPRを行い屋外では各市町村の催物を行う他県独自企画として第1週は「花とニュークラフト」として三木金物鷲やフラワーセンターの花、最終週は「白い石、黒い土」として県を代表する陶磁器として丹波立杭焼や出石焼を紹介した。
  - ふるさと茶屋 - 出石そば、高砂あなごどんぶり、神戸肉弁当など郷土色あるメニューを提供する飲食店。
- 神戸館（神戸市）[5] - 神戸市立青少年科学館として現存
  - テーマ：フロンティアこうべ
  - イントロダクション - 六甲山から見た神戸市街地を未明から深夜までのカラーコルトン20枚で解説するパノラマ「KOBE 20 HOURS」（神戸の20時間）、2組の大型アルバムと3組のシルクスクリーン装置で元町・メリケン波止場・小野浜・新開地・三宮など神戸の歴史を写真で新旧比較する「神戸いまむかし」を展開。
  - スカイビジョン - 直径20mの円形ホール中央に設けた長径6m・短径8mの楕円形スクリーンに神戸市外を神戸港から西方の海岸、須磨ニュータウン、六甲山、ポートアイランドのルートで空撮した5分間の映像を上映し気球飛行を疑似体験する形とした。
  - ポートアイランドコーナー - ポートアイランド計画の完成模型や六甲山系からの土取から埋め立ての技術を紹介。海・山に分け造成過程を模型シミュレーションやビデオ、土砂運搬ベルトコンベアの断面模型、コンピューターゲームも展開。
  - わが街こうべ - 神戸市各局の持ち回りで10日毎に展示を入れ替え市政と市民の姿を紹介、灘の酒やファッションなど地場産業の紹介のほか会期終盤には「ちびっ子集まれ」コーナーとともに国際障害者年にちなんだ特別展示を実施。
  - ちびっ子集まれ - ヒヨコ孵化器、自動演奏ピアノ、コンピューターゲームコーナーを展開。
  - トライビジョン劇場 - 映写面・ブラック面・インビジブル面の3面による可動三角柱を用いた「トライビジョン」を用いた「マリの発見」を上演。高さ4m・幅22mのスクリーンを上下2段・横8列の16面に分割しタレントやボールが実際に飛び出す仕掛けを備え、星の精マリがエトワール星を救うため神戸でエトワールの石を探す20分の物語とし、4月までは1日10回・5月以降は15回上演し主演の1名を含む5名が交代で舞台出演を行った。
- 川鉄地球館（川崎製鉄、川鉄商事、川鉄物産）[5]
  - テーマ：地球を考える
  - 映像ドーム - 高さ6.7m・幅8mのメインスクリーン横3面・下部に高さ3m・幅6mのサブスクリーン1面・上下移動両面映写型円盤スクリーンの6面のスクリーンと35ミリ3台・16ミリ3台の映写機でオランダ・イギリス・アメリカ・ケニア・クウェート・フィリピン・中国・ブラジルでの1年間のロケやNASAなどから買い入れたフィルムを用い人類の地球への挑戦や宇宙、自然との強調や荒廃などの現実や人類の英知による未来の地球の改善を謳う20分間の映像「われらの地球」を上映。
  - 屋内展示 - マリー・サープの制作した海底地形図「The Floor of The Oceans」、人工・食糧・エネルギー・鉄鋼生産・情報移動・人の交流を面積・高さ・色の3次表現で表した6枚の世界地図、高さ2.8m・長さ20mの壁面に地球に関する60の質問と答えをランダム点滅させる「マルチクエスチョンパネル」、ランドサットの撮影した関西地区の写真2枚や多くの課題を抱えた人類の写真を展示。
  - 屋外展示 高さ27.5m・テーブル直径3.5mのフーコーの振り子、直径9.1mの日時計、2000分の1の航空写真で神戸市の主要地区を紹介する「スカイマップ」を展示。
- 神鋼ポートラマ館（神戸製鋼グループ）[5]
  - テーマ：大自然と文化と生命
  - 直径16mの半球垂直円形スクリーンに150度魚眼レンズを用いてダイナミックな映像を上映する「ポートラマ」を展開。最大260人を収容し35分間隔で1日19回上映された。
  - 前半には小樽の北の海、ユタ州ポーエル湖の赤い土の中の青い水、グランド・キャニオンやイグアスの滝などの大自然、オペラハウスやマチュピチュといった人間の文明、インディオの生活風景、オーストラリア・マウントニューマンの鉄鉱山の巨大電気ショベル、宝塚歌劇団のラインダンスや木下サーカスの空中ブランコ、後半にコンコルドの離陸やモニュメント・バレーの飛行、ブラジルのサッカー、姫路のけんか祭り、リオのカーニバル、ラストではアンデス山脈でケーナを吹く少年を描き、この他生きる喜びと死の悲しみを表現した3000mの高山の林を埋め尽くす数千羽の渡り蝶の群舞など、英知と勇気で自然と戦い調和する人間の姿や文明の創造の大切さを表現した。
- サントリー・ウォーターランド[5]
  - テーマ：ミラクルウォーター（水の博物誌）
  - 円形の建物を4棟構成で連ね、2つは池の上に建てる形で噴水で支えるように見える形とした。柳原良平が名誉館長を務めた。
  - 水のトンネル - 壁面や天井の特殊照明とマジックミラーで海中のイメージを幻想的に表現。
  - いたずら広場 - 展示物にスポットライトを当てサンゴ礁のように配置し、福田繁雄による「酔族館」7点・島添昭義による「おかしな動物園」5点を含むアイトリックや水の性質を利用した20点の芸術作品を展示。
  - エレクトロ・ファウンテン - 6,036本のノズルをセットした直径7.6mの噴水。6分間のプログラムでは冨田勲作曲の立体音楽と同調し多彩なパターンで水を噴き上げ、後半には噴水をスクリーン代わりにし天井の映写ブースから35ミリフィルム映像やレーザー光線を投射、噴水パターンや映写の内容は会期の前半と後半で大幅に変更された。また壁面には柳原良平のイラストを交え人類と水や酒の歴史のエピソードを紹介する「水と酒の博物誌81章」を展開。
  - 神戸の姉妹都市・港 - 船のブリッジを模して神戸市の姉妹都市・姉妹港をイラストで紹介する。
- みどり館（三和グループ）[5]
  - 潜航する潜水艇を模した銀白色の外装で、外周はプールで囲み水面に浮かぶような形とした。
  - テーマ：海底へのいざない
  - シミュレーションシアター - 船首寄りに位置、3面マルチスクリーンを用いサンゴ、ザトウクジラの親子、洞窟、地震、火山といった海底の世界を投映する。また床面はエアースプリングシステムにより前後左右の揺れを発生させ、前後左右のスピーカーによる音響効果で「フルシンクロシステム」を構築した。
  - 潜水艇コーナー - アメリカ・ペリーノオシャノグラフィック製の深海潜水艇PC-18模型、イギリス・オーシャニアリング社の潜水服JIM実物といった深海用機器や、魚の群れや太陽光線を移す天井スクリーン、泡のタワーを展示。
  - 海底洞窟コーナー - レーザー光線によるホログラフィタワーやヴィーナスの立体画像、深海生物や風景を表現した壁画等を展開する。
  - 海洋開発コーナー - 海洋石油の採掘やマンガン団塊の採集などを紹介。
  - 海の謎コーナー - 深海水圧で押しつぶされた鉄球などを展示。
- 神戸プラネタリウムシアター（太陽神戸銀行他協賛企業128社）[5] - 神戸市立青少年科学館として現存
  - テーマ：限りなき宇宙へのロマン
  - 直径20mの半球スクリーンにミノルタMS-20型プラネタリウムと座席280席、PCM方式で立体サウンドを発する36個の内蔵スピーカーを設ける。上映作品「銀河の彼方」は岩崎賀都彰監修・大野雄二音楽・城達也ナレーションで雷と雨と虹に始まり、暗闇を挟みポートアイランドを中心に神戸港・六甲山のパノラマと日没、広がる星空と流星、地球を出て月や小惑星、木星の情景やイオ火山の噴火、探査船ボイジャーや土星・天王星・海王星を経て太陽系を離れ銀河系を漂い左右に星雲を流し何億光年も離れた宇宙の光景、満天の星を経て大気圏再突入に見立てた大火球の後ポートアイランドの夜明けで締められた。サウンドトラックは大野雄二「コスモス」として音源化されている。
- ダイエーパビリオン体験劇場「オムニマックスシアター」[5]
  - テーマ：ワールドコースター<地球一周19分>
  - 高さ26m・直径31mの大円柱が地面から45度の角度でそびえる斜塔状とし、シルバーメタリックを基調に上底面にダイエーのオレンジ色のロゴマークを配した。
  - 国内初のオムニマックス・シアターとして、70mmシネラマの3倍の大型フィルム・6チャンネルサウンドを用い22m×33mの全天周スクリーンに体験型の映像を上映する。4月まで1日16回・5月以降は22回・夏休み以降は最大23回上映し、平均2-4時間・最高で10時間半の待ち時間を記録する人気を誇った。
  - 上映作品「ワールドコースター<地球一周19分>」は新聞公募による神戸周辺の小中学生で構成された子供100人委員会の意見を軸として、小中学生の鳥になる願望・男子がスリルと女子がパノラマを期待する要望を元に、体験劇場を起点にパラオの海中とサメの襲撃・オーストラリアのコアラ・ホノルルの海・カリフォルニア州ベーカー（en）の砂丘とサンドバギー・グランドキャニオンの低空飛行・ニューヨークセントラル・パークの眺望・南ドイツの森のハンググライダーとノイシュヴァンシュタイン城・マッターホルン・ケニアのサファリを巡り神戸へ戻る経路とした[6]。
  - 監修は浅井慎平、ナレーション詩文を清水哲男、ナレーターを斉藤とも子、音楽は松岡直也が担当しサウンドトラックはワーナー・パイオニアより松岡直也&ウィシング「THE SHOW」として音源化されている。
- 住友館（住友グループ）
  - テーマ：愛と希望のファンタジア
  - 坂東玉三郎構成演出・冨田勲音楽によるコンピューター自動制御による19分のミュージカル人形劇「森の詩」を上演。一羽のウサギを主人公に、暗い森に光を取り戻すべく若いウサギ達が知恵を絞り光の女神を捕えた魔王と戦い女神を助け出し光を取り戻し、森の住民の合唱のフィナーレで締められた。また光の女神は坂東玉三郎をモデルに造型され、坂東の動きをビデオで分析しロボットの動きに反映させた。
- 三菱未来館（三菱神戸博綜合委員会）
  - テーマ：海と人間の明日
  - 外装は海岸に打ち上げられた貝殻を模し、大型の展示棟と小型の管理棟で構成された。
  - 直径36m・高さ15.5mのドーム内は壁面に360度スクリーンと天井スクリーン、直径160cmの世界最大の超低周波スピーカーを設置、光学繊維とVTRにより表情を変える「アクアレディ」を案内役に内側に海底台地の油田・牧場・地震予知システムなどの未来の海底開発の模型を置き、中心に直径8mの北半球儀が昇降回転し緑の地球や水の干からびた姿への死の地球の演出を交え、スクリーンの映像ではスペースシャトルから見た地球や太平洋の台風と嵐に襲われる都会、気象衛星などを駆使した未来の気象海象観測、海底大地震の特撮映像、深海潜水艇による地殻変動計測といった地震予知、最後に海底石油基地・温度差発電・海底牧場など海の未来図を表現する形としどこから見始めても理解しやすい構成とした。
- アイ・ビー・エム遣唐使館[5]
  - テーマ：文明への情熱
  - 船の帆をイメージした三角錐形とし、2つの三角形の面を向かい合わせ大きな空間をとった。
  - 吉備大臣入唐絵巻などの絵図を参考に建造した全長20m・幅7.8m・帆柱高さ13.3mの復元遣唐使船を中心に据え、船内には奈良・平安期の宮廷建築様式の船室に遣唐使と同時期の三彩大鉢・瑠璃碗、什器備品の復元品を展示。また背景には中国の風物や日本海・東シナ海の風景を投映、館内壁面の展示コーナーには長安からローマまでのシルクロード大パノラマ立体地図、遣唐使船の図解、遣唐使にまつわるエピソードや当時の風俗を紹介するビデオディスク装置、遣唐使船を降りた南側にはコンピューターコーナーを配しタッチペン式の最新コンピューターで漢字ゲーム・遣唐使百科・歴史的に見た日本の3種のプログラムを展開した。
- サンヨーソーラリアム
  - テーマ：太陽への讃歌
  - 片流れの大屋根には真空ガラス管型集熱器のソーラーコレクター3000本を配し館内の冷暖房エネルギーの内3分の2を太陽熱で賄った。
    - スペーストンネル - 映像と光と音の演出で大星雲から銀河系や太陽へ至る宇宙空間を表現する。
    - 太陽の神殿 - 直径3.6mの太陽の石、ケツァルコアトル神殿の壁面の一部など太陽を信仰した古代アステカ文化の出土品などを展示。
    - ソーラースクールQ&A - 太陽の歴史やメカニズムを「50億年-太陽系宇宙誕生のドラマ」「1億5000万km、太陽への讃歌」の2本の映像で紹介しクイズを出題。
    - カレードスコープシアター - 縦6.1m×横8.4mのスクリーンと周りを囲むNASA開発のリフレックスフィルムを用いた鏡を組み合わせ花・波・雲・魚など生物の映像を幾何学的に演出する。
    - 太陽を描こう・テレビ黒板 - テレビ黒板技術を用いライトペンでブラウン管画面に絵や文字を自由に描く。またフロッピーディスク装置により過去の絵の復元も可能とした。
    - 太陽をつかまえよう - 太陽エネルギーの応用技術となる宇宙発電衛星や太陽炉を紹介。スポット照明で動くアモルファス太陽電池を動力とした玩具や、ソーラーシステム住宅の模型を展示。
    - ソーラーシステム - 太陽熱冷暖房など実用化段階のソーラーシステムやパビリオン機械室を紹介、家庭用の太陽光給湯システムで暖められたお湯を提供する。
    - 時計塔 - アモルファスシリコン太陽電池を用いた高さ8mの金色の時計塔。
- 関西電力未来エネルギー館
  - テーマ：未来エネルギー 21世紀のエネルギーを目指して
  - 高さ23.5mの三角錐形で、45cm四方のアクリルミラー4000枚を使用した。
  - 西側の壁面では太陽・水素・燃料電池・石炭エネルギー、北側の壁面では風力、地熱、海洋、バイオマス、核融合を紹介。またチェレンコフ放射を再現した原子炉内部模型や、未来エネルギーのあり方を可動式模型で解説する大パノラマ模型を展示。館外には高さ10mの集風板式サボニウス型風力発電機を設置。
- 大阪ガスワンダーランド
  - テーマ：ふしぎな世界
  - 「不思議の国のアリス」のうさぎをイメージし、外観は隣接するテントをクローバーに見立て草原で腹ばいになったウサギを模した形で上部には大阪ガスの社章を表した。
  - ふしぎな鏡のコーナー - 鏡遊びや光のオブジェ、照明や音響で構成した幻想的な鏡の部屋等を展示。
  - ふしぎな現象のコーナー - エイムズの部屋、アナモルフォーズ、形状記憶合金による永久回転装置、立体映像、隠し絵やトリック絵など科学の原理を利用した現象を展示。
  - ふしぎな炎のコーナー - 液化天然ガスの冷熱を用いた噴霧凍結装置による人工雪、液中燃焼システム、海水淡水化、冷熱発電、天然ガス燃料電池などガスの新技術を紹介。
  - 映像ホール「ふしぎでおかしなキノオートマットの旅」 - 154席のホールで司会者の誘導で観客が2択の選択肢から多数決で物語の展開を変化させるヤロスラフ・フリッチ開発の「キノオートマット」（en）方式によるヨーロッパを舞台とした50分間の映像を上映。ラドーズ・チンチラが監督。足の怪我を負ったカメラマンに代わりヨーロッパの写真取材をすることになったスチュワーデスのヨーコが、虜になってしまったコメディアン二人組に追い回されマドリッド・ロンドン・パリ・プラハの各地で巻き起こされる出来事を6回の選択を交え構成。
- UCCコーヒー館 - UCCコーヒー博物館として現存。ただし外観は改装されている。
  - テーマ：Good day! Nice friends!-新しいふれあいを求めて-
  - 直径22mのコーヒーカップが7mの高さの直径35mのソーサーに載った形で、1階に出入り口と喫茶室、1階から2階の間に5つの展示室を設けナレーション装置を内蔵した「UCCぼうや」人形の案内で巡る。
  - コーヒーの発見 - エチオピアでのコーヒーの発見や、アラブ世界のベドウィンのコーヒーパーティーの再現人形を展開。
  - コーヒーがつくる新しい文化 - 17世紀ヨーロッパのコーヒーハウスやコーヒー屋台を当時のファッションとともに再現。
  - コーヒーと芸術 - パネルで画家や文豪のコーヒーにまつわるエピソードを紹介、またイタリア文化財のカフェ・グレコのサイン帳を展示。
  - コーヒーは大衆の中へ - 西部劇のコーヒーのシーンを人形で再現するとともに、器具の改良によるコーヒーの大衆化を紹介。
  - コーヒーと日本人 - 幕末から現代までの日本のコーヒーの移り変わりを紹介。
  - 人間とコーヒーの未来 - 宇宙食用コーヒーを持った宇宙飛行士のマネキンを展示。
  - カフェプラザ - 開幕から4月までメキシコ音楽、5・6月にキューバ音楽、6月から7月に日本のロック・ラテン音楽、8月15日から閉幕までブラジルサンバチーム、幕間にUCCガールズによる音楽ステージを展開。
- 芙蓉グループパビリオン グリーンエアドーム
  - テーマ:自然のめぐみ ひとの知恵
  - プラスチックフィルムと網・ケーブルによる直径36mのエアドーム内に直径15mずつ4つのエアドームを設け、バイオマス技術などを展示。3つのドームを展示室とし、残り1つは事務室・更衣室とした。
  - 走る花壇 - 太陽電池で草花の鉢をタワー上まで運び、水の流れる螺旋状の滑り台で落とすシンボルタワー。
  - フラワードーム - 洋蘭などの花やオオミヤシの種子などの果物・野菜を水耕栽培で植栽する。
  - バイオマスドーム - 石油植物類の展示と利用実験を展開。ユーカリオイルで走るポケットバイク、植物アルコールで駆動する農業用コンバインエンジン、メタンガス原料となるジャイアント・ケルプやアオサンゴとそれを原料とした高分子化合物を展示。
  - セコイアシアター - シエラネバダ山中から運ばれた樹齢2000年・直径5.4m・厚さ1m・重さ17トンのジャイアントセコイアの輪切りを中心に展示し、植物と人間の関わりを描く6分間のアニメーション映画を上映。
- ハートピア・水遊びのパビリオン（三金会）
  - テーマ：ふれあいの水
  - 2900平米のオープンスペースに高さ15mの水の塔を中心に展示空間を備えた人工滝、カフェテラス、水を用いた遊具を配置。
  - テーマの動線（水遊びのトンネル） - コンピュータ制御のレーザースキャナー、調光装置、ミュージックシンセサイザーで人工の水音と水の文様を投影、室内には水と人間の未来に関する提案を展示する。
  - 冒険の動線 - 滑り台、水車回し、池の上の綱渡りなど水を利用した水遊びの可能なアスレチック広場。
  - 遊びの動線 - 入館者の声をコンピュータによりメロディー化し返す「現代鳴き竜」を備えた「水の塔」、クイズを出題し答えに応じシンセサイザーで音楽を自動再生する「リズムロボ」を備えた「遊びの島」を設け音楽に合わせ噴水が作動し夜には様々な色に変化する照明の演出が行われた。
  - 憩いの導線 - 展示館全体を見渡す位置にカフェテリアを設置、大人たちが監視しながら休息できる形とした。
- 三井グループ館
  - テーマ：海の童話
  - ギリシャ神殿を模してシルバーメタリック一色で統一するとともに、正面3分の1はグループ各社を象徴する円柱を数多く配し中庭風の広場に水飲み場や売店を配置。展示室はセミオープン形式でそれぞれにアメデオ・アマデイ「海の組曲」の楽章に因んだネーミングとした。
  - プロムナード - 東西部に合成写真に手を加えた縦3.4m・横11.3mのだまし絵4面、南北部や入り口・天井に海に浮かぶ地球等9面の合成写真を展示。
  - 海の精 - 高さ5mの天井から6枚のジャンボフィルムを3ブロックに分け絵本風に展示、HMI照明で明るく照らし出した。
  - 波の踊り - アニメや映画の先駆けとなるゾートロープやプラキシノスコープを展示。直径2m・画像12枚によるカモメの飛ぶ姿、直径1.5mのイルカのゾートロープ、12角柱によるアシカやタコのプラキシノスコープを配置。
  - 人魚の歌 - 8面体ボックスとコーナーを利用した三角形のボックスで構成、恐竜の姿がフクロウナギや大ダコに変わる3Dマジック、凸面鏡を用いジョーズが襲撃する用に見えるミラーゴースト、レンズと鏡の作用で光景が変化するミラーマジックボックスなどを展示。
  - 子供の神様 - 魚や貝を模したベンチ、交響曲と照明のショー、59種の海洋生物を織り交ぜた10m四方の海底の未来都市の壁画を展示。
- ソーラーピラミッドの松下館
  - テーマ：自給エネルギーシステムの開発、豊かな暮らしを目指す情報システムの創造
  - ユカタン半島のピラミッド「カスティヨ」を模した黒いピラミッド型で、三角屋根全面に約800枚の太陽熱集熱器を敷き詰め館内の冷暖房熱源に用いた。
  - 風っ子広場 - 前庭スペース、高さ15m・翼長9mのプロペラ風力発電機、縦1m・横6mの省電力反転表示装置「パナスピン」を設置。
  - タワーシネラマ - 縦18m・横8mのスクリーンに3台の映写機と14台のスピーカーで宇宙やナイアガラの空撮やフランスの太陽炉など宇宙誕生と地球創成を描いた8分間のスペクタクル映画を上映、喜多郎が音楽を担当。
  - 情報展示ゾーン - 8台のカラーテレビを用いたパネルを中心に各テレビで各部屋の情景を映し未来の4人家族の一日を紹介する「ホームコンピューターシステム」、5台の26インチテレビで六甲・宝塚・須磨の3コースからタッチキーボードや音声認識で選択し観光案内を行う「コンピュータ神戸ガイド」、タッチキーボードで観客の演奏を音符に表した「作曲コンピュータ」、動物・植物・昆虫などの項目からブラウン管とタッチキーボードを用い紹介する「電子図鑑」、着てみたい服装を選択し観客の姿と合成する「ファッション・アドバイザー」を展開。
  - エネルギー展示ゾーン - 太陽熱などの自然エネルギーを利用した自給システムの映像や模型での紹介、ペルトン水車を用い高さ15mから水を落下させての水力発電実演、太陽熱エンジン、太陽熱を用いた製氷技術、マイコンとセンサーで太陽を追うパラボラ型集熱器など自然エネルギーの開発状況の紹介を展開。
- フレッシュライフ'81（萬年社企画）
  - テーマ：海を超えて結ぶよりよいくらし
  - 出展：上島コーヒーショップ本店、キリンレモン・サービス、グンゼ、タカラスタンダード、灘神戸生活協同組合、日清食品、日本自動車連盟、ポピー・橘会、リッカー
  - 若竹色とライトオレンジのテーマカラーで彩色、省エネルギーを基本に中央には中庭を配しガラス張りで自然光を取り入れ大型に見せる効果を出した。
  - プロローグゾーン - 道の歴史と乗り物の移り変わりをパネル展示し、VTRで未来の道作りの提案を展開。
  - 衣のコーナー - 小型コンピューターを使い世界の民族衣装人形、人魚、イルカ、UFO等が踊るミュージカル人形劇「子ども劇場ファンタラマ」、吹き抜け内にケヤキや流木を組み合わせ麻のロープと梵天を散りばめた高さ10mの小原流造形いけばな「彩を織る」、新羅王の金冠レプリカや現代の帽子200個を用いた帽子の木や未来の帽子を展示する「ヘッドファッション」展示を展開。
  - 食のコーナー - 高さ4m・重さ20tの岩塩彫刻「ビーナスの誕生」と岩塩坑のVTR、世界の食文化のマルチビデオ、食べ物ルーレットクイズ、VTRや写真でくつろぎのコーヒータイムを伝える高さ2.2mのコーヒーカップを展開。
  - 住のコーナー - 紀元前1300年頃に起源を持つホーロー技術の日本への伝来の経緯と宇宙・海洋開発への応用の紹介、七宝芸術品やモデルキッチンを展示。
  - 協同文化のコーナー - 天井の透明のチューブに丸い玉が駆け巡る「エッグトレイン」で消費者運動の精神を表現し、中西勝による大ステンドグラス「愛のモニュメント」も展示。
  - 映像ホール「ヒットピア」 - マルチスクリーンとリボンスクリーンに12台のプロジェクターで約500枚のスポーツを楽しむ人々を描くスライド「The challenge for good health」を上映。
- ファッションライブシアター（神戸新聞事業社企画）
  - 出展：そごう、エム・シーシー食品、モロゾフ、協同組合神戸ファッションアソシエーション、京都セラミック、クレサンベール、星電社、ミキモト、大月真珠、田崎真珠、山勝真珠、金子真珠、森真珠、木下真珠、日本ケミカルシューズ工業組合、神戸風月堂、神戸新聞出版センター「神戸からの手紙」
  - テーマ：ROOTS FOR THE FUTURE 21世紀へ語りつぐべきファッションルーツ
  - 半径23.85mの円内に東西2面の高さ12m・幅32mのガラスウォール、箱型の展示館2館を左右対称に建て東側には屋外ステージ「太陽広場」を設置。中南米・インドネシア・インドからネパールの奥地から収集された民芸品から農耕民族の文明と21世紀のライフスタイルや人間のあり方を考える展示を展開。
  - オン・ザ・ルーツ - 喜多郎のシンセサイザー音楽をBGMに民族衣装人形28体、農民の写真を展示。
  - ファッション・ジオグラフィティ - 衣装・装身具・催事道具をコラージュ風に展示する。
  - ステージ'81 - ファッション関連のイベントを展開する屋内ステージ。マルチビデオ装置ではファッションにまつわる映像や音楽を流す。
  - アップ・トゥ・フューチャー - 三宅一生の選んだ7名の新進気鋭のデザイナーによる中南米・インドネシア・インドを訪れたイメージを反映させた未来のファッションを展示、2階にはアジアとイタリアのファッションを融和させた「アジタリア・ファッションコーナー」、中国故宮博物院から展示された清王朝時代の真珠宝物3点・神戸の真珠会社7社の代表作品・インターナショナルパールコンテスト入賞作品を展示し宝石と真珠の明日を演出する「ジュエル・ルーツコーナー」、イタリアのデザイナーが制作した宝石デザインを展示する「クレサンベールコーナー」を展開。
  - 売店 - 洋菓子店「チーズケーキハウス」とテーマレストラン「ザ・ライスロード」を出店。
- MINAMIガラテ館・海中ハウス（南インターナショナル）
  - テーマ：海に住む
  - 「海に住む」をテーマに、フランスの建築家ジャック・ルージュリーが開発した海中ハウス「ガラテ」を据えたステージを中心に展示。
    - 海に住む展 - ジャック・ルージュリーのプロジェクトを中心に、人間と海の関わりを考える。ガラテの開発過程や使用風景や海底村の計画のビデオやパネルでの紹介、フランス製半潜水レジャー艇「アクアスコープ」を展示。
    - アクアリウム - 高さ2mの大水槽に海水魚を遊泳させる。水槽北側にはフランス料理レストランを設置。
    - 海の歓び展 - 「スポーツ・レジャー」「旅と観光」「住まいと生活」の3テーマで各テーマ10本ずつのレーザーディスクによるビデオプログラムを用意し、コンピューター診断で来場者に合った映像を自動的に選択し再生する。参加者用20インチ・観客用27インチのブラウン管画面を設置。
    - ガラテ・ステージ - 海中ハウス「ガラテ」の周囲でパントマイムショーやフォークソング等のイベントを開催する。観覧席には売店を設置。
- たばこと塩のパビリオン（日本専売公社）
  - テーマ：TABACCO & SALT'81-自然の恵み その文化-
  - アイボリーホワイトの地色に博覧会イメージカラーの青を専売公社のシンボルカラーであるモスグリーンで挟んだ横のラインを配色。
  - 塩コーナー - イオン交換膜法による日本の塩の製造工程VTR、入浜式塩田などの日本の塩作りの歴史パネル、メキシコ天日塩の実物展示、ポーランド産重さ1.5トンの赤色岩塩塊、中国・ドイツ・アメリカ・イランの岩塩結晶、食塩水にフェロシアン化カリウムを混ぜ6面体の塩の決勝を木の枝状にした塩の花、合成繊維・アルミホイル・医薬品など塩を用いた工業製品のパネル紹介を展開。
  - たばこコーナー - タバコのルーツのマヤ族の喫煙や浮世絵の喫煙画など17点のタバコの歴史のカラーコルトン、たばこのできるまで、たばこの誕生、日本・世界の喫煙具といったブース展示、分速250個のタバコ包装機実演、たばこペーパークラフト全国大会出展作34点の展示を展開。
  - この他セブンスターに手書きのデザインを入れ包装する「パーソナルたばこ」の販売やコンピューターによる性格・愛情診断、映画の喫煙シーンを編集した映像「スモーキング・グラフィティー」の上映も実施。
- 造水促進センター「ポートオアシス」
  - テーマ：海洋都市の水資源 新しい海水淡水化（逆浸透）
  - 屋根上から南と西にウォーターシュートを取り付け、内部に展示場を配し「水」の字を立体的に表し、池を水遊び場としても用いた。
  - 赤い硫酸コバルト溶液を用い逆浸透膜の仕組みを視覚的に解説する「逆浸透法淡水化ショー」、逆浸透法海水淡水化装置の実物展示、水不足地域の生活や水の大切さなどのビデオとパネルによる紹介、淡水化された水を試飲できる水飲み場を展開。
- アマチュア無線館（日本アマチュア無線連盟）
  - テーマ：手をつなごう世界のふるさと
  - 海運用コンテナを2つ繋いだユニットハウス内で、「8J3XPO」のコールサインで6機の無線機から交信を実施。期間中70,689回・海外102カ国と交信した。
  - 無線で受信した各地の天気情報を紹介する「通信状況表示装置」、VTRによるアマチュア無線の概要・非常通信の様子・指導案内・アマチュア無線映画の上映を展開。
- 国際1号館
  - アラブ首長国連邦 - 「アラブ首長国の過去現在未来」をテーマにジェイク・ザイド大統領の肖像、木製カラー地図、20分の1ダウ船模型、アラブ種の馬やラクダをかたどった銀製品や装身具、長剣や短剣、オイルタンカー・海底油井掘削リグ・LNG運搬船模型、砂漠緑化事業に活躍する日本人の紹介などを展開。
  - パラナ州 - 「パラナ-ブラジルの象徴」をテーマにイグアスの滝の大型写真、初のブラジル移民船笠戸丸96分の1模型、ブラジル移民の父水野竜の紹介、1968年パラナ州議会で採択された日系人称賛決議文、パラナ州と兵庫県の姉妹交流の歴史、コーヒー試飲サービス、工芸品・特産品紹介などを展開。
  - ワシントン州 - 「海を超えた交流-ワシントン州、シアトル市の芸術と産業」をテーマに壁面にワシントン州産の杉を用い、州内から寄せられた日系人・日本人作品を含む彫刻5点・絵画27点、ワシントン州と兵庫県・シアトルと神戸・シアトル港と神戸港の姉妹関係の紹介、VTRによるワシントン州とシアトルの紹介を展開。
  - フィンランド - 「きらめく湖、ささやく森林、白夜の国フィンランド、自然とデザインの見事な調和」をテーマに、1983年開設予定のフィンランド航空ヘルシンキ-成田線の航路を示した地図やフィンランドの自然のカラーコルトン、自然・観光・生活・文化を紹介するパネルやポスターを展示。
  - 国際連合 - 1954年に日本が国連へ贈った平和の鐘10分の1模型と難民救済資金募金箱、国連加盟154カ国の国旗、国連本部ビルの大写真と国連の組織活動を紹介するパネルを展開。
- 国際2号館
  - ドイツ - ハンブルク市外では初公開となる武装護衛船「ワッペン・フォン・ハンブルクIII」の模型、大阪ドイツ文化センター・ドイツ観光局によるインフォメーションカウンター・パネル・ビデオコーナー・ショーケース、工業製品・刃物・洋菓子・ビール等の産業紹介コーナーを展開。
  - ブルガリア - 「ブルガリア建国1300年」をテーマに18世紀末から19世紀初めのブルガリア・ルネサンス期の建物の内装を再現し、自然・町並み・観光地などを紹介した12枚の大型写真パネルと休憩スペース、インフォメーションコーナー、即売コーナーを展開。
  - ロッテルダム市 - 「地球にかける神戸とロッテルダムの友好のかけはし」をテーマにロッテルダム港の大型写真、コンテナ船・コンテナトレーラー模型やオランダの昔のコインなどを展示するインフォメーションコーナー、世界とロッテルダムの貿易を数量的に紹介する点滅スポットライトを配した地球儀型パネル、日本に初めて来航したオランダ船デリーフト号の乗組員マネキン人形・江戸時代平戸の出島図・ロッテルダム港の白黒写真を配した三角柱ケースを展開。
  - マルセイユ - 「マルセイユ-地中海に臨むまちの過去と将来、その経済、港、文化、観光」をテーマに深海潜水艇グロビュール（fr）、超音速旅客機コンコルド模型、旧仏領マダガスカルで発見されたシーラカンス実物大模型、1974年にマルセイユ沖で発見された2世紀末の船の模型、マルセイユ沖の難破船から発見された古代ギリシャ・ローマ時代のカンパニー陶磁器やアンフォール壺、19世紀マルセイユの商業帆船模型、1863年にアンペリアル通りで発見された紀元前1-6世紀頃の女神シベール石柱などを展示。
  - リガ市 - 「リガ-神戸の姉妹都市」をテーマに伝統陶器100点を配した大テーブル、ゴブラン織り、琥珀を使った装飾品、神戸市との友好交流紹介、自動月面車模型を展開。
  - ユネスコ - 「人類の文化遺産を救おう」をテーマに世界21ヶ所の文化遺産紹介、ボロブドゥール仏跡模型、モヘンジョダロ遺跡の井戸再現と実物の古代レンガ、ユネスコ制作の映画やスライドなどを上映するビデオプロジェクター、パネル32枚による文化遺産状況の説明と保存修復への協力呼びかけ、文化遺産をモチーフとした記念スタンプを展開。
  - 南太平洋館
    - 出展：オーストラリア、ソロモン諸島、ツバル、トンガ、ナウル、西サモア、バヌアツ、パプアニューギニア、フィジー、ハワイ州、北マリアナ、北マリアナ諸島、米領グアム、仏領ニューカレドニア、仏領フレンチポリネシア
    - 「ハローパシフィック"南太平洋"もう一つの心のふるさと」をテーマにサタワル島のアウトリガーカヌー、ニューカレドニアの双胴カヌー、生活品・工芸品などの各国コーナー、仮面と神像・衣装・装身具・海の生活・楽器・狩猟用具・日常生活用具などのテーマ別展示、ビデオプロジェクターによる文化・観光・風俗紹介、航空路線電光地図、トラベルインフォメーションコーナー、トロピカルフルーツ・切手・民芸品などを展示する即売コーナーを展開。

  - 国際電信電話「国際通信館」[5]
    - テーマ：ハローワールド 国際通信の今日と明日
    - 特設ステージ - 海事衛星通信をPRするイベントを中心に、シアトル・ロンドン・ホノルルの天気予報を聞くことができる電話機や、後方には神戸市の姉妹友好都市5市の現地時刻時計を添えた大世界地図を据えた。
    - ガラス張りのトンネル - 豆電球を散りばめた天井とシンセサイザーBGM、スペースシャトルコロンビア号の10分の1模型で宇宙のイメージを演出する。
    - 衛星通信コーナー - 大型カラーコルトンで通信衛星の打ち上げや性能などの紹介を行う。
    - 国際通信のしくみコーナー - 海底ケーブルを示す発光ダイオードやレーザー光線で結ばれたインテルサット4号A・5号や海事衛星の10分の1模型を据えた国際通信網を表す直径4.5mの半球地球儀を中心に、カラーモニター付電話機5セットを配し国際ダイヤルを行うと外国風景とともに国際電話の仕組みを説明する仕掛けとした。両端には電話1回線で会話と手書きの文字や絵を伝送するレターホン一組も配された。
    - ファクシミリ通信コーナー - 2台の高速FAXを用いた神戸-ニューヨーク間の模擬通信実演や、FAX可能地域の地図を展示。
    - 海底ケーブル通信コーナー - ケーブル敷設船KDD丸の可動模型、日韓海底ケーブルの埋設方法や図解の紹介、実物の海底ケーブルカットサンプル、中継機を展示。
    - これからの通信コーナー - デジタル通信や光通信の将来像を大型カラーコルトンで紹介。
    - このほか出入口には国際通信臨時営業所、館外に海事衛星通信用パラボラアンテナ「マリサットアンテナ」を設置。

  - 国際科学技術博覧会協会「科学万博つくば'85」[5] - 「人間・居住・環境と科学技術」をテーマに開催概要のパネルや松本零士による未来都市のイメージ画、会場予定地や筑波研究学園都市の写真などで科学万博のイメージを伝え、空気膜構造のニューマチックロボットによる未来人の顔のオブジェも据えられた。
- 国際3号館（サウジアラビア港湾庁）
  - 「サウジ港湾の現状」をテーマにアラビア音楽をBGMに流し、建国の父サウド王からファハド第一皇太子までの王族5人の顔写真、港湾・都市建設・観光地などのパネル、フラワーベース、ジッダ・ダンマン・ジュベイル・ヤンブー・ジザンのサウジアラビア5大港の模型、コンテナターミナルや港湾の映像を紹介する映写室、VTRによるサウジアラビアの現状紹介、コーラン・金細工工芸品・メッカ巡礼を描いた壁掛け・写真などのイスラム文化紹介を展開。

西会場
- 大展示場 - 神戸国際展示場1号館として現存。
  - 1階：中国天津展覧館
    - テーマ：発展をめざす天津
    - 天津在住の芸術家・工芸作家による約3000点の芸術工芸品、安緑石九龍壁などの彫刻、万里の長城を描いた横6m・縦3mの天津長城緞通などのじゅうたん、海外初出展となる万里の長城に用いられたレンガ、七宝焼、手工芸品、軽工業品、天津を中心とした中国の文化芸術や国民生活の紹介、茶・缶詰・甘栗・ビール・日用品・衣類・玩具・美術品等を揃えた即売場を展開。

  - 2階
    - 日本電信電話公社「電気通信館」[5]
      - ようこそテレカルチュア'81 - 光ファイバーによるトンネル空間。
      - テレカルチュアの樹 - マイクロコンピューターを内蔵した木を模したシンボルオブジェ、じゃんけんゲームを備え来場者が勝つと照明が点る。
      - マンマシンの世界 - キャプテンシステム、オセロ、運勢判断などコンピューターと遊ぶ展示。
      - あなたとわたし - 通話音を大きく出来るシルバーホン等体の不自由な人も気軽に使える福祉電話といったコミュニケーションをより豊かにする様々な電話機を展示。
      - 電波が運ぶ心のたより - 自動車電話や船舶電話を紹介。
      - 光が拓く画像の未来 - 光ファイバー通信を紹介、テレビ電話や高速FAXを展示。
      - また来ようテレカルチュア'81 - スタンプコーナー等を備えた出口。
      - テレポートスタジオ - 東京の電気通信科学館スタジオとポートピア会場を結ぶテレビ会議スタジオ。東京・神戸双方の観客をゲストにしたクイズやゲーム、日曜祝日は二元中継による大学大喜利大会や宝塚歌劇団出身者同窓会、障害者対談といったトークイベントを開催。イベント時間外はポートアイランド内電電公社アンテナ鉄塔からの会場風景を9画面・東京霞が関ビル30階の風景を6画面のブラウン管で放映しポートピアのカメラは来場者が動かせる形としていた。

    - 地方自治体館「ふるさと回廊」[5] - 41都道府県・8市によるブース展示で観光地・地場産業・将来ビジョンを紹介するとともにコンピューターを用いた映像クイズコーナーや大型ブロックを用いた40万分の1の日本列島を完成させる立体パズル「日本面白列島」を展開。
    - 東播用水（東播用水土地改良区・東播用水総合開発事業期成同盟会）
      - 人間生活と水の関わり・東播地方の水不足状況と東播用水事業の計画紹介を取り上げるVTRコーナー、垂水区押部谷の農業公園計画とワイン醸造施設を紹介する神戸ワインコーナー、スライドとナレーションを組み込んだ東播用水事業計画模型、呑吐ダム建設に伴い移築された箱木千年家の模型を展開。

  - 国際4号館 - 神戸貿易促進センターを使用。
  - スリランカ - セイロン紅茶の試飲会、宝石の展示と工程紹介、壁掛けやデビルマスクなどの手工芸品、ポスターやカラーコルトンによる観光紹介を展開。
  - メキシコ - ラサロ・カルディナスとアルタミラとラグナ・オスティオンの工業港計画の模型パネル、石油精製プラント等の工業化パネル紹介、古代遺跡やアカプルコなどの観光紹介パネルを展開。また4号館正面口横には古代オルメカ文明の大石像の複製を展示。
  - 期間限定出展 - フィリピン・タイ・ブータンは期間後規模を縮小し即売コーナーのみ展開。
    - フィリピン - 6月15日まで出展。マニラ湾や国際会議場・ホテルなど25点のポスター写真紹介や民族衣装マネキン3点による観光コーナー、食卓・応接セットや籐製品や果物缶詰などの展示や個別商談を行う貿易コーナーを展開。
    - タイ王国 - 6月15日まで出展。シルク・コットン製品を中心に民族衣装、チーク材家具、仏具、タイ王室のロイヤルバージ・ロイヤルカートの模型を展示。即売コーナーではシルク製品、人形、象牙製品、銀製品などを陳列。
    - ブータン - 6月19日まで出展。ヤクの剥製を中心に据え仏具・土器・木製食器などの日常生活品、男女服装・ヤク毛の帽子・手織り機で布を織る農婦の写真などの自給自足的生活の紹介、手織り布・コイン・切手・竹製弁当箱などの即売コーナーを展開。
    - ボリビア - 6月19日からタイのスペースを用い出展。チチカカ湖のカラーコルトン、葦舟「トトラ」の模型、民族衣装、アルパカ生地製品や家具、コーヒー、アルパカのポンチョ、木材、楽器、人形、民芸品、ラパスで採取された三葉虫化石、コーヒー試飲即売などを実施。
    - チリ - 6月19日からフィリピンのスペースを用い出展。ワイン樽・菓子・乾燥野菜・革製品・銅製品・ラピスラズリなどの貴石といった産品展示、イースター島のモアイの模型やパネルによる国土・歴史・社会・経済・文化紹介やフィルム上映による文化観光展示を展開。
- 屋内催場
  - 六甲治水砂防（建設省・兵庫県・神戸市）
    - テーマ：まちを災害からまもる治水砂防展
    - 2階ロビーにて展開。阪神大水害・昭和42年7月豪雨といった災害状況や災害対策施設の映像上映装置を備えたダムの位置などを紹介するパノラマ模型、重力式・アーチ式・スリットタイプ・鋼製スクリーン付き・鋼製格子枠の5種のダム模型、六甲山をモチーフにしたイラストを背景に阪神大水害・昭和42年7月豪雨の被災状況と復旧後の写真や自然と調和した防災のパネル展示、有珠山・富士山での砂防工事写真、六甲山の成り立ちのビデオ上映を展開。

南会場
- パンダ館
  - 屋内運動場2室と寝室2室を含む本建家と屋外運動場から構成、天津市から借り受けたジャイアントパンダ「ロンロン（蓉々 メス17歳）」「サイサイ（寨々 オス6歳）」を飼育。天津動物園のパンダ舎を参考に設計し、天津動物園から3名と通訳1名の神戸市立王子動物園から4名の計8名の飼育チームが管理を行った。跡地は南公園内の野球場として使われた後医療施設「神戸低侵襲がん医療センター」が建設されている。

### その他施設
東会場
- 協会本部 - 神戸国際交流会館5-8階に事務局、税関事務所、警察隊、衛生監視センターなどを配置。
- 市民広場 - 恒久施設として設けられたヨーロッパ風の広場。休憩施設、待ち合わせコーナーや催し物コーナーを設ける。
- 国際広場 - ステージとアリーナを使ったイベントを開催するメインイベント会場。ステージ190平米・アリーナ670平米・固定席1600席・立ち見含め収容人数約3000人とし高さ15.12mのポリエステルテントを鋼管立体トラスで支える53m四方2854平米の屋根を設けた。
- 総合サービスセンター - 総合案内所、貸し出し・迷子・診療・忘れ物・警備・消防センター、銀行、郵便局、警察官詰め所、特高受電施設、売店、コインロッカーを設置。
- 中央ゲート - ポートライナー市民広場駅と神戸ポートピアホテルの間に設けたメインゲート。改札12・出札4口。
- 中央広場 - 東会場の中心に位置する円形の広場。案内所、花壇、2544平米の会場内最大の池など休憩施設を配する。
- 東ゲート - 海上輸送・東駐車場・ポートライナー中埠頭駅からの来場客を対象としたゲート。改札・出札各12口。
- せせらぎの森 - 中央広場ちゃぶちゃぶ池へと通じる水深27cm・365平米の人工滝と池を含む緑地施設。
- ちゃぶちゃぶ池 - 水深20cm・面積765平米の人工池。
- メインストリート - 中央ゲートから中央広場を経て東ゲートへ向かう中心通路、花壇とケヤキの大木を配しレンガ造りの植枡は腰掛けての休憩を可能とした
- 乗降専用バスターミナル - 貸切バス乗降場24バース
- 路線バスターミナル - 東京・名古屋方面等からの定期路線バスが乗り入れ、乗降場5バース・駐車場7台。
- 東駐車場（第1駐車場837台・第2駐車場766台・第3駐車場927台）
- 臨時駐車場 - 北側に第1駐車場500台・第2駐車場450台・第3駐車場250台・第4駐車場500台、東第3駐車場東側にC10駐車場1532台・C11駐車場1060台を用意。
- 緑のステージ - 芝生に座る形で観覧する小型イベントスペース、316平米の芝生広場と60平米・開口幅12mの半円形のステージを設けた。
- 営業施設 - テーブルサービスを行う大規模の「食堂A」、テーブルサービスまたはセルフサービスの中規模の「食堂B」、立食・テイクアウトを主体とした「食堂C」、軽食を販売する「売店A」、博覧会記念品を販売する「売店B」、写真用品販売や貸し出し相談を行う「写真相談所」、それ以外の名産品店などの「特定品目売店」の種別で展開。
  - 東ブロック（東ゲート付近）：食堂A・B各1店、食堂C 3店、売店A 5店、売店B 1店
  - 南ブロック（てんびん座広場付近）：食堂A 1店、食堂B 2店、食堂C 4店、売店A 5店、売店C 1店
  - 西ブロック（国際展示場付近）：食堂A 2店、食堂B 4店、食堂C 5店、売店A 10店、売店B 4店、特定品目売店3店、写真相談所1店
  - 北ブロック（やぎ座広場付近）：食堂A 2店、食堂B 4店、食堂C 6店、売店A 3店、売店B 1店
  - 中央ブロック（市民広場南側付近）：食堂A・B各1店、食堂C 2店、売店A 4店、売店B 3店、写真相談所2店

西会場
- ポートピアサーカス - 木下大サーカスとアメリカのサーカス団による合同のサーカス公演テント。森繁久彌が演出を担当。跡地にはワールド記念ホールを建設。
  - サスペンション膜構造で鉄筋コンクリート基礎と高さ22mの主柱を含む鋼管組み立て支柱で縦64m・横50m計3000平米のポリエステル製防炎キャンバス製テントを張り、内部に直径13.8mの円形ステージとエプロンステージ、平坦部542席・スタンド2458席の計3000人の座席を設けた。また正面左右にはニース市のカーニバルの山車を配した。
  - サーカスゲート：入場ゲート4口・退場・団体ゲート、券売所一般4・団体2口
  - 入場料通常500円・団体450円。開幕から4月までは平日4回・日祝日5回、5月以降は平日5回・日祝日6回公演で一回につき70分間の上演とした。期間中1,276,946名を動員。
- 屋内催場（神戸市立ポートアイランドスポーツセンター）
  - 屋内展示施設、休憩コーナー、団体昼食場として使用。6月には畳200畳のお座敷休憩コーナーを設けた。
- 西ゲート - ターミナル広場に近接し設置、改札17・出札4口
- 団体ゲート - 屋内催場・サーカス会場の間に設けた団体専用口。改札5・出札2口。
- ターミナル広場
- ピストンバスのりば - 新神戸方面6バース・三宮駅方面10バース、駐車場42台
- タクシーのりば - 乗車・降車各4バース、駐車スペース120台
- 西駐車場（933台）
- バス駐車場（第1駐車場97台・第2駐車場270台・第3駐車場134台）

南会場
- 神戸ポートピアランド - 恒久施設として建設された47,000平米のレジャーランド施設。
- 屋上庭園 - ポートアイランド下水処理場屋上にテント・人工芝を貼った庭園。
- オーロラビジョン - 三菱電機の施設参加による、約510インチの大型映像装置。NHKの協力による定時ニュース・高校野球・大相撲や、アド・メルコと大阪東通による「おしゃれな・おしゃれな魚たち」「ファミリーアワー」といった30分映像・国際広場のイベント・パンダの1日の録画といった自主番組、ビジョン内蔵のビデオカメラを用い観客を映し出す「オーロラと遊ぼう」などを放映。
- 南ゲート - ポートライナー南公園駅に近接して設置、改札8口・出札6口。
- ホリデーゲート - 南駐車場の観客向けに設置。改札・出札各2口。
- 南駐車場（第1駐車場933台・第2駐車場223台・臨時第3駐車場647台）
- ヘリポート - 兵庫県警の交通管制飛行または報道用に南西端に9000平米・30m×25mの着陸帯を設置。

連絡施設
- 異人館通り - 東会場と西会場の間を結ぶ主動線として、長さ200m・幅25mの敷地に明治時代の商家や風見鶏の館・うろこの家・ハッサム邸などの異人館を再現した古い町並みを再現する。和風商家12棟・洋館8棟に食堂12店・売店10店を配置し、明治・大正時代の服装をしたスタッフの動員や大道芸も行われた。
- 雪印銀河鉄道[7] - 小型の蒸気機関車と客車3両によるミニ鉄道。未来志向の会場内に懐古ムードを出し子どもたちの人気集めや輸送手段としての利用を図った。
  - 機関車は羅須地人鉄道協会所有の610mm軌間機関車（元東洋活性白土3号機と6号機[8]）を使用し国鉄鷹取工場で整備の上「アドベンチャー号」の愛称で運行、東会場国際展示場横の「アンドロメダステーション」と西会場神戸プラネタリウムシアター横の「銀河ステーション」の間769mを結び西会場側に整備施設を設置、4月30日までは1日11往復・5月以降は15往復を運行。雪印乳業の協賛で経費を負担し、運行管理は関西交通機械、発券・集改札・車掌は明昌特殊産業が担当、期間中338,220人を輸送。
- パノラマカー[7] - 銀河鉄道と並行し会場の東西を結ぶトレーラーバス。
  - ジープを改造した動力車とトレーラー2両の計15.92mの車両で東会場てんびん座広場と西会場さそり座広場の間の専用道600mを1時間通常7往復運行。運行管理は明昌特殊産業が担当、期間中996,964人を輸送。
- 歩道橋
  - ポートピアランド橋 - 東海上てんびん座広場～ポートピアランド
  - 南公園橋 - 東会場大阪ガスワンダーランド付近「おひつじ座広場」～南ゲート付近
  - パンダ橋 - 西会場大展示場東側「パンダ通り」～南会場海の見える丘
  - サーカス橋 - 西会場屋内催場東側「さそり座広場」～南会場パンダ館西側

各会場
- 星座広場 - 東会場10ヶ所（おひつじ座・おうし座・ふたご座・かに座・おとめ座・てんびん座・いて座・やぎ座・みずがめ座・うお座）と西会場2ヶ所（しし座・さそり座）の計12ヶ所にスタンプ台・休憩施設・水飲み場・人工池を配置する黄道十二星座の名前を冠したサブ広場。てんびん座・おとめ座広場には噴水付きの池を設置。
- 入退場者情報案内板 - 主要入場ゲート4箇所周辺（東・西・南ゲート内、中央ゲート総合サービスセンター）に4分毎更新のその日の入場者数と現在の滞留者数、パンダ舎・ダブルループコースター・銀河鉄道の待ち時間、ハイオービス劇場・国際広場・サーカスの開演時刻を表示。
- 銀行出張所 - 東会場総合サービスセンターと西ゲートに太陽神戸銀行・兵庫相互銀行が臨時出張所を設置し預金・為替や現金自動引出機業務を行った。
- 船舶係留施設 - 北公園・東ゲート前に小型客船用ポンツーンと橋、コンテナ埠頭として用いられている南埠頭に3000t級客船用に空気式防舷材やカーフェリー用ランプ受け台を設置。また券売所・売店・待合所・照明施設を整備。

## 主なイベント

### 国際広場
博覧会協会主催イベント
- ゴダイゴスペシャルオープニングショー（3月20日）
- ビバ・ビバ・ポートピア81（3月20日 - 23日） - 構成・演出：内海重典 司会：浜村淳
  - 出演：兵庫県警察音楽隊、神戸市消防音楽隊、須磨ノ浦女子高校ビューグルコーズ、阪急少年音楽隊、近畿大学吹奏楽部、神戸太鼓保存会、三熊踊り保存会、宝塚音楽学校、五十嵐喜芳、鳳蘭、柴田旭堂 演奏：藤原陽一郎とポートピアオーケストラ
- ポートピア'81バラエティーショー（3月25日 - 29日） - 構成・演出：大城達朗 司会：滝真子、若宮てい子、増井孝子
  - 全日程出演：樋口ゆう子、チャンバラトリオ、スクール・メイツ
  - 25日出演：三沢あけみ、岡崎友紀
  - 26日出演：グンドルフファミリー
  - 26-27日出演：石野真子、角川博
  - 28日出演：田端義夫、ミヤコ蝶々、中村八大
  - 29日出演：藤田まこと、由紀さおり
- アメリカンショー「ヤバ・ダバ・ドゥ」（4月2日-15日・6日と13日は休演） - ハンナ・バーベラ・プロダクション70名による早射ちマック・珍犬ハックル・クマゴローら出演のキャラクターミュージカルショー。
- ビバ・メキシコ!!（4月20日-25日）
- 宝塚グランドフェスティバル（4月29日-5月16日） - 構成・演出：内海重典、酒井澄夫 出演：宝塚歌劇団星組43名・花組新城まゆみ・専科舞千鶴他8名
- こども世界の祭り・崑ちゃんと遊ぼうポートピア（5月3日-5日）構成・演出・司会：大村崑
  - 出演：陸上自衛隊第304保安中隊、PL教団神戸MBA、神戸海洋少年団、神戸市立御影北小学校育友会コーラス、少年津軽三味線、神戸サンバチーム、甲南大学ブラジル研究会、生田神社生田祭協賛会、劇団かっぱ座、仔馬のパッコン、トニー譲二&トランポリンショー、ささきいさお、前川和代、大山のぶ代、松井紀美江、坂口佳澄
  - キャラクターショー：ドラえもん、ウルトラマン、おとぎの国の主人公
  - 演奏：白井克治とニューソニック 指揮：津野陽二
- 日本の太鼓まつり（6月1日-3日）構成・演出：大関弘政 司会：桂春蝶、舞小雪、桂蝶太、桂さなぎ
- 国際交流基金 アジア民族芸能（6月13-14日）
- ポートピア・レコードフェスティバル 地球は一つ・愛の歌（6月15日-19日）
  - 15日出演：小野由紀子、真木ひでと、川中美幸、松村和子、三品くにお&ハーバーライツ、進藤博士、さつき&Daisukeバンド、真咲よう子、松本七美
  - 16日出演：辺見マリ、クロード・チアリ、豊川譲、倉田まり子、伊勢功一、杉田愛子、平山磨美、横須賀昌美、若杉ひとみ
  - 17日出演：美川憲一、牧村三枝子、狩人、島津ゆたか、マサキ緑、三門忠司、高瀬文、香川ゆみ、句紫洋子
  - 18日出演：由紀さおり、太田裕美、内藤やす子、杏里、越美晴、内海美幸、山中のりまさ、倉橋ルイ子、林紀恵、矢野良子、川口雅代
  - 19日出演：ばんばひろふみ、柏原よしえ、高見知佳、松原みき、松田聖子、脇坂直美、沖田浩之、田中浩二、島田歌穂
- 日本の演歌（7月2日-5日）
  - 全日程出演：真木ひでと
  - 2日出演：小林幸子、ぴんから兄弟、井上望、かつみあい、市川勝海
  - 3日出演：千昌夫、扇ひろ子、みやじあつし
  - 4日出演：森進一、パル
  - 4-5日出演：内田あかり
  - 5日出演：三沢あけみ、川中美幸、ペティ&ベティ、植草貞夫、竜鉄也、大月みや子
  - 演奏：白井克治とニューソニック
- BYUアメリカンショー（7月6日-11日） - 出演：ブリガムヤング大学インターナショナル民族舞踊団40名
- シャンソン・ド・ポートピア（7月13日-15日）構成・演出：酒井澄夫
  - 出演：梓みちよ、芦野宏、深緑夏代、仲代圭吾、堀郁子、あぜち守、清岳みどり、青木清、臼井京子、大湖かつら、永井多香子、龍野めぐみ
- ポートピア吹奏楽祭（7月26日）構成・演出：内海重典 司会：浜村淳、伊勢ひろ子
  - 出演：池田市立呉服小学校吹奏楽部、泉南市立一丘中学校吹奏楽部、須磨ノ浦女子高校ビューグルコーズ、報徳学園吹奏楽部、阪急少年音楽隊、近畿大学吹奏楽部、関西学院大学吹奏楽部、神戸市消防音楽隊、西宮少年合唱団
- アフリカ民族舞踊（7月28日-8月1日）
- ポートピアインターナショナルジャズフェスティバル（8月3日-6日）
  - 全日程出演：コンコード・ジャズ・オールスターズ（スコット・ハミルトン、バディ・テイト、アル・コーン、デイブ・マッケンナ、カル・コリンズ、ボブ・メイズ、ジェイク・ハナ）、北村英治、松本英彦、光井章夫
  - 3日出演：三木敏悟とインナーギャラクシーオーケストラ、中本マリ
  - 4日出演：大丸ニューオリンズ、サウスサイド・ジャズバンド、ニューオリンズ・ラグピッカーズ、ニューオリンズ・ラスカルズ、世良譲トリオ、アンリ菅野
  - 5日出演：本多俊之&バーニングウェーブ、タイム・ファイブ、古谷充とザ・フレッシュメン、阿川泰子
  - 6日出演：関西学院大学スウィングチャリティーズ、同志社大学サードハード、大野えり、磐田フレッシュメンオーケストラ、ジョージ川口とスーパーバンド
- ポートピア盆踊り（8月7日-9日） - 構成・演出：阿古健、司会：浜村淳、鏡宏一
  - 出演：鎌田英一、高橋キヨ子、宝塚歌劇団花組順みつきほか33名、神戸市婦人団体競技会、神戸徳島県人会楠公連、葵連神戸支部、芦屋市女子高生
- 日本の祭り（8月12日-14日）構成・演出：内海重典 司会：浜村淳、上沼恵美子
- ハワイアンショー（8月14日）
- リオのカーニバル・イン・ポートピア（8月15日-23日）構成・演出：内海重典
- ポピュラーコレクション イン ポートピア（8月25日-26日）構成・演出：内海重典
  - 出演：戸川昌子、あい御影、森哲也、堀郁子、湯井一葉、新井宗平、第11回クイーン神戸7名
  - 演奏：馬詰範晃とザ・スクラッチ
- ザO・S・Kショー（8月29日-9月1日）OSK日本歌劇団によるショー。
- ミュージカル・パレード（9月2日）構成・演出：内海重典
  - 出演：滋賀県・京都府・大阪府・兵庫県・奈良県・和歌山県警察音楽隊、京都府婦人交通指導員、兵庫県警交通機動隊
- ふれあい119（9月9日）神戸市消防音楽隊のコンサート。
- さよならポートピア（9月11日-14日）制作：内海重典、構成・演出：横沢英雄、小原弘稔
  - 出演：神戸市消防音楽隊、阪急少年音楽隊、須磨ノ浦女子高校ビューグルコーズ、スクールメイツ、真帆志ぶき、宝塚歌劇団雪組8名・専科9名、ボニー・ジャックス（12日除く）、タイム・ファイブ（13日のみ）

持込企画
- 生田神社ポートピア生田祭協賛会 ポートピア生田祭（4月12日）
- 神戸市婦人文化協会 民謡のつどい（4月16日）
- 創価学会ヒューマンフェスティバル（4月18日-19日）
- 第4回こうべ市民音楽祭大賞フェスティバル（4月26日）
  - ゲスト：ジューシィ・フルーツ ゲスト審査員：新井満、小倉エージ、平尾昌晃、古谷充、山本コータロー
- ファミリア コウベインターナショナルチルドレンズフェスティバル（5月16日） - 司会：一城みゆ希、たいらいさお
  - 出演：おかあさんといっしょ「ブンブンたいむ」、カネディアンアカデミー他
- 神戸市・神戸市民祭協会 ふれあい神戸の日・第11回神戸まつり（5月17日）
- 神戸市・神戸商工会議所・神戸新聞社 コウベ・ファッションショー'81（5月23日）
- 第29回神戸市吹奏楽祭・ポートピア'81記念大会
- 立正佼成会スペクタクル・フェスティバル（5月30日-31日）
- 大阪新聞社・日本デザイン文化協会 ミス花嫁コンテスト・NDKショー・ビバギャル！ビバ神戸!（6月4日）
- パーフェクトリバティー教団 フレッシュPL・ファンタスティック・ショー（6月6日-7日）
- 兵庫県合唱連盟・朝日新聞社 ポートピアグランドコーラスフェスティバル（6月20日）
- 天理教スペクタクル・フェスティバル（6月27日-28日）
- 日本真珠振興会 パース・フェスティバル・イン・コウベ（7月12日） - 出演：しばたはつみ、劇団木馬座、古谷充とザ・フレッシュメン
- ネッスル音楽祭・ゴールドブレンドコンサート・スペシャル（7月19日）
  - 出演：大阪フィルハーモニー交響楽団、原信夫とシャープス&フラッツ、石川晶とカウント・バッファローズ、鬼太鼓座、宮川泰 指揮：石丸寛
- 兵庫県 兵庫の日フェスティバル（7月21日）
- マンガ・ポートピア'81（7月23日-24日）
  - 昼夜共通出演：手塚治虫、矢口高雄、岡崎つぐお、細野不二彦
  - 昼の部出演：無着成恭、久野猛
  - 夜の部出演：古谷三敏、岩本久則、スキップバンド
- ポートピア'81ミュージックフェスティバル（8月2日）
  - 出演：関西マンドリン連盟、デーモスコール、兵庫高校OB吹奏楽団、小城洋舞研究所等
- ライオンズクラブ国際協会 第3回全日本レオ・フォーラム（8月8日）
- こうべ市民福祉振興協会 心の祭典・うたによる心のかようまちづくり（8月24日） - 司会：末広真季子
  - 出演：海援隊、シグナル、アマチュアバンド13組他
- '81ハンググライディングinポートピア（8月27日）
  - 出演：桑名将大、ケン田村&キーウェスト、中田カウス・ボタン他
- ミス・インターナショナルミス・ワールド日本大会（9月4日）
  - 司会：岡田真澄 審査員：平尾昌晃、剣幸、沼田早苗他13名
  - 前者の日本代表には堤由起子、後者には岸直実が選出された[9]。
- ゴールドウイン ミス・インターナショナルスポーツワールド（9月5日）
- ミス・インターナショナル世界大会（9月6日）
  - 司会：岡田真澄 審査員：三船敏郎、丹波哲郎、榛名由梨、大地真央、沼田早苗他6名
  - オーストラリア代表のジェニー・アネット・デレクが優勝した[10]。
- 朝鮮総連兵庫県本部 金剛山歌劇団朝鮮の歌と踊り（9月8日）

テレビ・ラジオ企画
- NHK「ひるのプレゼント」面白クラブ・ザ神戸（3月24日 放送4月6日・8日） - 出演：森昌子、石川さゆり、三沢あけみ、平山磨美、チャンバラトリオ、今いくよ・くるよ、マウイ高校ポリネシアンダンスチーム他
- ラジオ関西「ポートピアがやってきた 歌と広場とパビリオン」（3月31日生放送・4月1日） - 出演：神戸市消防音楽隊、若井ぼん・はやと、青芝フック・キック、西川のりお・上方よしお、バンバン、ミッキー吉野、タケカワユキヒデ、サウスサイド・ジャズバンド、白井克治とニューソニック、末広光夫他
- 朝日放送「ラブアタック!」（4月17日 放送4月26日・5月3日） 司会：和田アキ子、横山ノック、上岡龍太郎
  - ゲスト：ザ・ぼんち、鹿取洋子
- 関西テレビ「パンチDEデート」（4月27日 放送5月24日・31日）司会：西川きよし、桂三枝
- 関西テレビ「ローリングポップス かまやつひろし&森山良子記念コンサート」（4月27日 放送・5月28日）
- 毎日放送「スタジオ2時」（5月21日生放送）出演：森乃福郎、笑福亭鶴光、ザ・USA、タロー&ジロー他
- 朝日放送「ヤングプラザ」（6月8日 放送6月20日）司会：島田紳助・松本竜介、小川美潮、林伸一郎 ゲスト：ツイスト他
- NHKテレビ「レッツゴーヤング」（6月23日 放送6月28日）
  - 出演：榊原郁恵、石野真子、河合奈保子、沖田浩之、斉藤康彦、ゴダイゴ、紙ふうせん、太川陽介、田原俊彦、松田聖子、川崎麻世、堤大二郎、新田純一他
- 関西テレビ「ポートピアDE激突 THE MANZAI VS THE RAKUGO」（7月1日 放送7月12日）
  - 出演：春やすこ・けいこ、前田一球・写楽、ザ・USA、海原さおり・しおり、オール阪神・巨人、ザ・ぼんち、月亭八方、桂きん枝、桂べかこ、笑福亭鶴瓶、林家小染、桂朝丸、大場久美子、板東英二他
- NHKFM神戸・大阪「FMリクエストアワー イン ポートピア」（7月17日 放送7月18日） - 出演：スペクトラム、トランザム、平山磨美他
- サンテレビ「ポートピア'81爆笑!鶴光・やすこ・けいこvsチビッコウルトラチーム」（7月27日 放送8月2日）
  - 出演：笑福亭鶴光、春やすこ・けいこ、酒井くにお・とおる、正司敏江・玲児、レツゴー三匹他

ナショナルデー・スペシャルデー
日本万国博覧会にならい、参加各国毎の「ナショナルデー」（以下【N】）と州・都市・国際機関毎の「スペシャルデー」（以下【S】）を日替わりで実施。
- 3月21日：天津市【S】
- 3月26日：フィンランド【N】
- 4月10日：パラナ州【S】
- 4月20日：メキシコ【N】
- 4月22日：パプアニューギニア【N】
- 4月27日：グアム【S】
- 5月8日：オランダ【N】
- 5月11日：マレーシア【N】
- 5月13日：ニース市【S】
- 5月19日：アメリカ【N】
- 5月23日：ドイツ【N】
- 5月26日：リガ市【S】
- 6月10日：カナダ【N】
- 6月12日：フィリピン【N】
- 6月13日：ワシントン州【S】
- 7月8日：韓国【N】
- 8月5日：ボリビア【N】
- 8月7日：ユネスコ【S】
- 8月10日：スリランカ【N】
- 8月18日：インドネシア【N】
- 8月19日：マルセイユ【S】

ふるさとの日
地方自治体館に出展した地方公共団体から28団体が郷土芸能の披露やPR冊子の配布を実施。
- 4月19日：長崎県
- 4月23日：福岡県
- 5月12日：東京都
- 5月20日：静岡（静岡県・静岡市）
- 5月27日：鹿児島県
- 5月28日：和歌山県
- 5月29日：宮崎県
- 5月31日：岡山県
- 6月5日：鳥取県
- 6月24日：島根県
- 6月30日：岐阜県
- 7月7日：高知県
- 7月11日：富山県
- 7月14日：沖縄県
- 7月23日：愛知県
- 7月29日：徳島県
- 7月30日：熊本県
- 7月31日：茨城県
- 8月1日：岐阜県
- 8月9日：愛媛県
- 8月11日：石川県
- 8月13日：佐賀県
- 8月14日：埼玉県

### 緑のステージ
- ドイツ青少年代表団音楽のつどい（4月7日）
- ジミー・ディーとチャモリータ・ダンサーズ公演（4月25-26日・28-29日）
- デイリーバンド（5月1日-5日・7月19日-8月31日 市民広場での演奏も実施）
- サハリン民族音楽アンサンブル（5月13日）
- 韓国祥明女子師範大学 韓国民族舞踊（6月3日）
- NORFORK & KOBE文化交流セレモニー（6月7日）
- クリスタル若狭ふるさとまつり（7月4日）
- サンフランシスコ・ボーイズ・コーラス（7月7日）
- ヤングメイツ・ピアーズ（8月毎週土日）
- ハワイアンショー（8月14日）
- 松本零士とEXPO'85のつどい（8月22-23日）
  - 出演：松本零士、サウスサイド・ジャズバンド（22日のみ）、吉田理保子・薗田憲一とデキシーキングス（23日のみ）
- ファイナルコンサート・オン・グリーンステージ（9月5日・12-13日）
  - 5日出演：ヤングメイツ・ピアーズ、真咲よう子、もりこうぞう&ベークライトブルースバンド、村尾あき
  - 12日出演：ヤングメイツ・ピアーズ、園田みゆき、美原圭子、もりこうぞう&ベークライトブルースバンド
  - 13日出演：真咲よう子、二科恵子、園田みゆき、小坂明子

### 市民広場回廊
2階北側の恒久施設「画廊ポルティコ」を美術展示場として使用。
- 東山魁夷・東と西を結ぶ展（3月20日-4月19日）
- ふるさと・ひょうごの風物展（4月22日-29日）
- 生の力と死の力の闘いを描くモッサ展（5月2日-20日）
- 神戸・天津友好画家交流展（5月23日-31日）
- ポートピア・日本ジュウリー展（6月2日-7日）
- 変幻する神々-熱きアジアの仮面展（6月10日-21日）
- 幻想と抽象の海展（6月24日-7月1日）
- 近代日本の洋画による"海"の名作展（7月3日-8月2日）
- ひょうご・こうべ日本画展（8月12日-17日）
- 小磯良平展（8月20日-9月15日）

### 屋内催場
ポートアイランドスポーツセンターのプール面に床を張った展示場、催しのない期間は休憩スペースとして使用。
- ポートピア'81盆栽展（3月20日-29日）
- 第8回こうべ市民美術展（4月10日-19日）
- 世界の切手まつり-スタンプショー'81（4月29日-5月5日）
- ポートピア'81 ワールドマーチャンダイズショー（5月7日-14日）
- 第41回国際写真サロン展（5月19日-27日）
- さよなら銀河鉄道999 inポートピア（7月26日-28日）
  - ティーチ・イン出演：松本零士、りんたろう
  - アフレコ風景再現出演：ささきいさお、潘恵子、水木一郎、かおりくみこ
  - ミニギャラクシーコンサート出演：高見義雄、池田昌子、井上真樹夫、野沢雅子、肝付兼太等
- ウォーターフェア'81ポートピア（8月1日-8日）
- 全日本古武道演武大会（8月9日）
- 氷の彫刻実演展示（8月29日-30日）
- 国際障害者年中央記念事業 ふれあいの生活広場（9月11日-15日）

### その他
- 日本丸・海王丸親善寄港（4月30日-5月11日 神戸ポートターミナル）
- 花火大会（5月1日・7月25日-8月29日毎週土曜）
- 中山王国文物展（5月12日-6月28日 兵庫県立近代美術館）
- 太平洋横断シングルハンドヨットレース（6月7日-8月）
  - 6月7日サンフランシスコ湾をスタートし洲本サントピア沖をゴールに設定、8月5日ポートピアホテルにて表彰式。
  - 7月21日に今田福成の「太陽」が優勝し、その後8月22日までに太陽を含む8艇が完走し3艇が棄権。
- フォークダンスの集い（6月20日・7月10日・8月1日・9月2日 南会場）
- 引揚者から保管した通貨証券返還展示（8月13日-15日 国際展示場地方自治体館前）
- ポートピアレーザーショー（8月13日-30日 神戸国際交流会館北側壁面）
- アニマルバンド（8月26日-9月14日 国際4号館前広場）
  - 明昌特殊産業によるコンピュータ制御の動物ぬいぐるみ5体を用いた演奏ショー。
  - 本来の正式名称は“The Wolf Pack 5”であり、アメリカの起業家アーロン・フェクター（英語: Aaron Fechter）が所有・運営する『Creative Engineering, Inc.』によって製造されたアニマトロニクス人形を使用。
- 大フィルまつりINポートピア（8月28日 南会場オーロラビジョン前）
  - 出演：大阪フィルハーモニー交響楽団、坂本スミ子、明舞女性コーラス 司会：浜村淳、末広真季子、上岡龍太郎、桑原征平
  - 神戸文化ホールでの大阪フィルハーモニー交響楽団公演をオーロラビジョンに投影、神戸文化ホールとオーロラビジョン前ステージを結んでのテレビ二元中継コンサート。

## 開業時間、入場料金
- 3月20日から4月30日まで[11]
  - 博覧会場 9:30 - 18:00
- 5月1日から9月15日まで[11]
  - 博覧会場 9:30 - 21:30

入場料
- 当日券
  - 普通入場券：大人 2,000円、高校生 1,200円、中・小学生 1,000円、幼児（4歳以上） 400円
  - 夜間割引：大人 1,000円、高校生600円、中・小学生500円、幼児200円
    - 5月1日-8日17時以降・5月9日以降16時30分以降入場時適用。普通入場券1枚から夜間券2枚への引き換え可。幼児は7月25日以降設定。

  - 特別割引：大人 1,000円、高校生 600円、中・小学生 500円（幼児は対象外）
    - 障がい者、70歳以上、重度障がい者の介護者1名に適用。

  - 回数入場券：大人 9,500円、高校生 5,500円、中・小学生 4,500円
    - 5枚綴り、複数人での同時使用可。

  - 一般団体割引：大人 1,600円、高校生 1,000円、中・小学生 800円（25人以上）
  - 学校行事団体割引：高校 600円、中・小学生 500円、幼児200円
    - 教職員引率の上で通常25人以上に適用、僻地学校については25人未満にも適用。
- 前売券
  - 第1期（1980年3月19日-7月31日）：大人 1,600円、高校生 1,000円、中・小学生 800円
  - 第2期（1980年11月1日-1981年1月31日）：大人 1,800円、高校生 1,100円、中・小学生 900円、幼児 350円
  - 前売り券には組記号番号を付けたうえでプレゼント抽選を行い、1等金銀銅記念メダルセット（1期30本・2期5本）、2等金メダル（1期159本・2期18本）、3等銀メダル（1期530本・2期180本）、4等銅メダル（1期10600本・2期1800本）、5等は1期にテーマ曲レコード53000本・2期にポートピアサーカス入場券18000本が用意されメダルはそごう・大丸の神戸・大阪・京都・東京の店舗での交換を受け付けた。

当時のポートライナー運賃が160円、国鉄・大阪駅から三ノ宮駅までの運賃が280円、阪急・梅田駅（現・大阪梅田駅）から三宮駅（現・神戸三宮駅）までの運賃が210円（阪神も同様）だった。

## アクセス
陸上輸送
- 神戸新交通ポートライナー線で三ノ宮駅から地域住民輸送を除き1時間平均で9000人程の分担を計画、1日来場者15万人以上の日には30分間の待ち時間となる人気の高さを見せ期間中約728.9万人を輸送。
- 三宮駅から神戸市バス、新神戸駅から阪急・阪神・神姫・神鉄・山陽・神戸市バス共同によるピストンバスを運行。1時間当たりで三宮便は6000人・新神戸便は3500人程の分担を計画し期間中約125.6万人を輸送。
- 兵庫県内外の8地点から会場まで以下の直通バスを運行。カッコ内は1日当たりの運行本数。
  - 神姫・阪急・神鉄共同：有馬-新神戸-三宮-会場（11往復+会場発1本）
  - 神姫バス：西脇-三宮-会場（最大9往復+会場行1本）、佐用-山崎-西宮北-会場・粟賀-福崎-西宮北-会場・柏原-三田-西宮北-会場（日祝・夏休み各1往復運行）
  - 全但バス：城崎-西宮北-会場（会場行のみ1本）
  - 日本高速・日本急行共同：名古屋-名神高速-会場（2往復）
  - 国鉄バス：東京-東名・名神高速-会場（期間中会場行84本、4月24日-9月12日の金・土曜毎日運行）
- 日本国有鉄道が入場券と主要駅から新神戸までの新幹線・会場行きバスのセット割引切符「ひかり&ポートピア」、入場券と主要駅から京阪神フリー券のセット割引きっぷ「新幹線&ポートピア'81」を全国14鉄道管理局と主要旅行代理店にて発売。
- 会場周辺に平日の駐車台数を目安とした本設駐車場自家用車4607台・バス駐車場501台、臨時駐車場4939台を用意。
  - 駐車料金（1日1回）：自家用車2000円・自動二輪車1000円・貸切バス3000円（5月1日以降未予約車5000円）、夜間割引1500円（自家用車・貸切バス共通）

海上輸送
- 神戸通船が中突堤発の神戸港内周遊船をポートアイランド北公園前浮桟橋に寄港、また南埠頭東ゲート前浮桟橋までの直行航路を運航。
- 早駒運輸・日東運輸がメリケン波止場から北公園前浮桟橋、新港第4突堤神戸ポートターミナルQ1バースから東ゲート前浮桟橋までの航路を運航。
- 四国中央フェリーボートが東神戸フェリーセンターから南埠頭へ多客期に不定期寄港。
- 阪急汽船が徳島港から会場への航路を週1便運航。